# Rio de Janeiro (estado)
O Rio de Janeiro (português: [ˈʁi.u d(ʒi) ʒɐˈne(j)ɾu] (escutarⓘ) é uma das 27 unidades federativas do Brasil. Encontra-se situado a sudeste da região sudeste e possui divisas, ao norte e noroeste, com Minas Gerais; a nordeste, com o Espírito Santo; a leste e ao sul, com o Oceano Atlântico e a sudoeste, com São Paulo. Tem uma superfície de 43 750,425 km² e abriga mais de 16 milhões de pessoas. Os naturais do estado do Rio de Janeiro são chamados de fluminenses (do latim flumen, textualmente, "rio"). A cidade do Rio de Janeiro é sua capital.
Conta com 92 municipalidades. Rio de Janeiro, Nova Iguaçu, Niterói, Duque de Caxias, São Gonçalo, São João de Meriti e Volta Redonda são as principais cidades. O estado é constituído por duas regiões geomorfologicamente diferentes: a baixada e o planalto, que se prolongam, como cinturões horizontais, da costa para o interior. Os rios mais importantes são: o Paraíba do Sul, o Macaé, o Guandu, o Piraí e o Muriaé. Tem um clima tropical. Sua economia está alicerçada na indústria (metalurgia, siderurgia, química, mineral, alimentar, mecânica, editorial, gráfica, papeleira) e no turismo.
O Rio de Janeiro surgiu a partir de porções das capitanias de São Tomé e São Vicente. De 1555 a 1567, os franceses invadiram o território. Em 1565, foi criada a cidade homônima. No século XVII, a pecuária e a cana-de-açúcar estimularam o desenvolvimento. Este estava decisivamente garantido no momento em que o porto passou a escoar as riquezas de Minas Gerais, no século XVIII. Em 1763, começou a ser capital do vice-reino. Com a transferência da família real para o Brasil, em 1808, a região recebeu grandes benefícios como sede do reino. Em 1834, a cidade do Rio de Janeiro foi elevada a município, ficando como capital do país. Ao invés disso, a capitania se tornou província, com sede em Niterói. Em 1889, a cidade foi promovida a capital da República e a província a estado. Com a transferência da capital para Brasília, em 1960, o município do Rio de Janeiro foi elevado a Estado da Guanabara. Em 1975, reunificaram-se os estados da Guanabara e o Rio de Janeiro, com a denominação de Estado do Rio de Janeiro. Este começou a compreender a cidade do Rio de Janeiro como capital.
A cidade com a maior população é a sua capital homônima, núcleo da segunda maior metrópole do Brasil. Embora seja, em condições de território, o terceiro estado brasileiro menos extenso (permanecendo à frente somente de Alagoas e Sergipe), centraliza 7,9% da população do país, sendo o estado com a segunda maior densidade populacional do Brasil. Conforme dados do Censo 2022, o estado constitui o terceiro com a maior população do Brasil, com cerca de 16 milhões de moradores, atrás somente de São Paulo e Minas Gerais. O produto interno bruto (PIB) do estado é o segundo mais relevante do país, atrás do de São Paulo, à medida que o IDH fluminense é o oitavo mais alto do Brasil. Além disso, o Rio de Janeiro possui o terceiro maior índice de literacia do país, apenas atrás de Santa Catarina e Distrito Federal. O estado é sede da maior e mais completa biblioteca pública do Brasil e da América Latina, a Biblioteca Nacional, criada em 1810. Esta é conhecida internacionalmente por seu gigante acervo de 9 milhões de livros. Estes incluem dicionários, enciclopédias, atlas, almanaques, jornais, revistas e periódicos relacionados com assuntos de história, geografia, sociologia, linguística e arte brasileiras. Além disso, possui publicações impressas de todas as outras disciplinas, tais como pesquisas históricas e geográficas do mundo, biologia, física, química, matemática, filosofia, português, inglês, etc.

## Etimologia
A denominação Rio de Janeiro veio de um erro de interpretação dos exploradores. Os desbravadores lusitanos, os quais, em 1.º de janeiro de 1502, liderados por André Gonçalves, avistaram a baía hoje denominada Guanabara. Quando eles confundiram a penetração da barra com a desembocadura dum rio, denominaram a baía "do Rio de Janeiro". Em seguida, esta designação passaria do município e deste ao estado. A municipalidade fez parte da província até se transformar em Município Neutro, por meio do Ato Adicional de 1834.

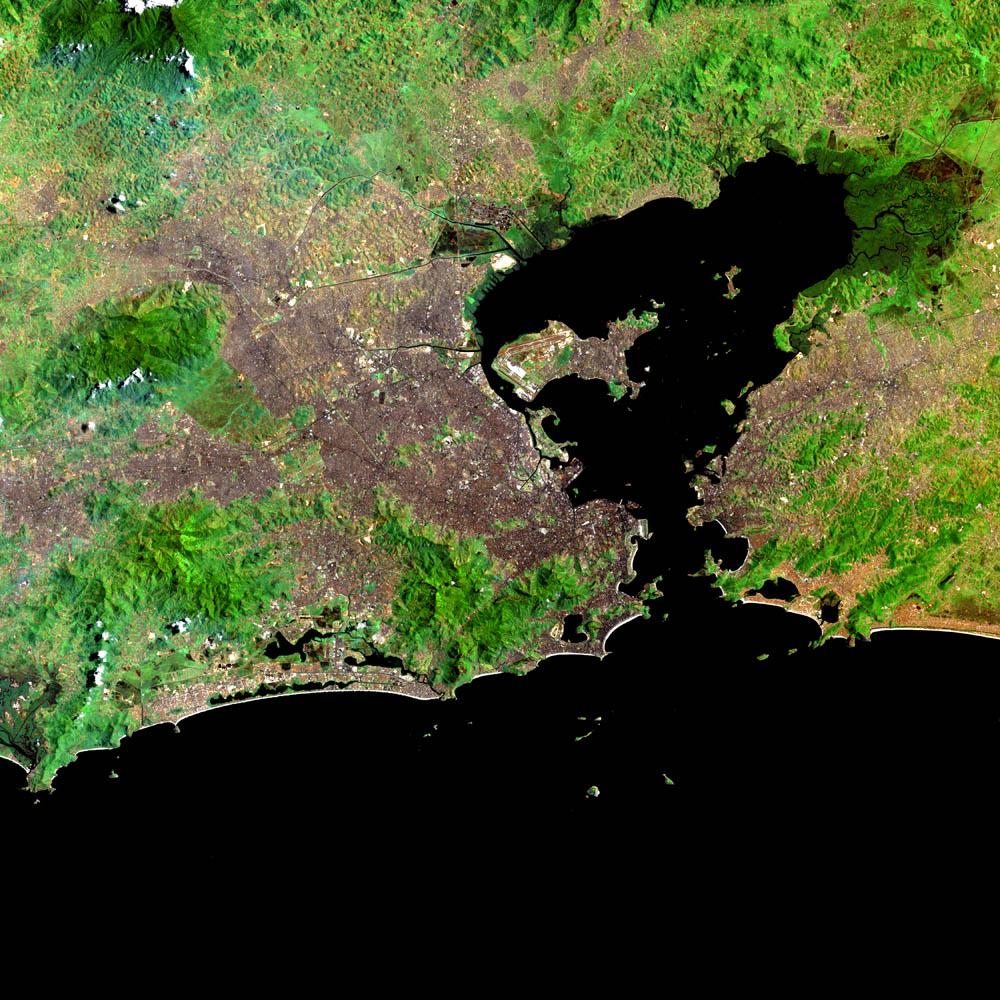
Imagem de satélite da Baía de Guanabara feita pela NASA.

O gentílico fluminense vem do latim fluminis, genitivo singular de flumen, “rio”, e sufixo ense. Este termo foi, há um bom tempo, o adjetivo tanto do estado como do município. Ou para classificar pessoas, objetos, lugares e acontecimentos à unidade federativa, ou à municipalidade. Os fluminenses do município, no entanto, com os anos, prefeririam autodenominar-se “cariocas”, uma palavra tradicional. Esta, no final das contas, triunfou de maneira completa sobre a competidora. Possibilita identificar os nascidos no Rio de Janeiro e tudo o que está associado a ele. A procedência da palavra carioca é o tupi-guarani kari'oka, “casa de branco”, de kara'i, “esbranquiçado” e oka, “residência”. Inicialmente, a denominação referia-se a uma residência feita de pedra, erguida em arquitetura europeia, existente entre o morro da Viúva e o outeiro da Glória. Foi também construída antes da criação da cidade pelos portugueses que expulsaram os franceses. Uma série de documentos daquele tempo comprova que a residência existia, embora, até os dias atuais, não se conheça o nome do construtor. Depois, no que diz respeito ao termo, começou a constituir a denominação dos moradores dos arredores dessa residência. O termo “carioca” nomeou mais tarde um rio e os naturais da capital do estado.
Um padrão, nos campos da literatura, da utilização de ambos os gentílicos — carioca e fluminense — relativos às coisas do município, em épocas distintas. Eis o padrão: um livro de histórias cariocas, que era chamado de Contos fluminenses. Ele foi escrito por Machado de Assis; a bibliografia de Artur de Azevedo, distante há diversas décadas dessa coletânea do maior escritor brasileiro. Na lista de livros mencionados por Artur de Azevedo, insere-se, como publicação elaborada após a morte do literato, um volume de literaturas igualmente não-fluminenses. Entretanto, eram denominadas de Contos cariocas (1928).

## História

### Pré-história e povos indígenas

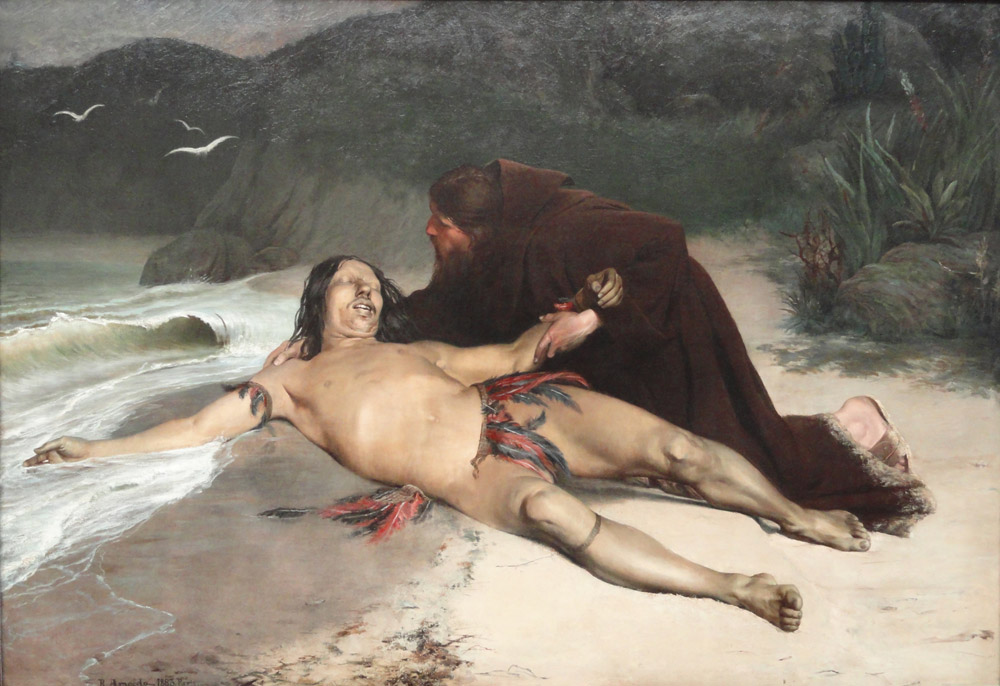
"O Último Tamoio" (1883), uma das criações mais conhecidas de Rodolfo Amoedo

Inúmeras pesquisas genéticas confirmam que os povos ameríndios descendem diretamente de grupos no leste da Sibéria que migraram para a América do Norte há cerca de 25 mil a quinze mil anos, e depois se espalharam por todo o continente.
Um dos primeiros registros da existência humana no atual estado do Rio de Janeiro é o Sambaqui da Lagoa de Itaipu, em Niterói, que remonta há oito mil anos.
Em um período disputado, nos primeiros séculos da era cristã ou por volta do ano 1000, os povos tupis, procedentes da Amazônia, conquistaram todo o litoral do Rio de Janeiro, exceto a área em torno da embocadura do Rio Paraíba do Sul.
Durante o período em que os portugueses vieram ao Brasil, diversas tribos indígenas, como os goitacás, puris, guaianás e tamoios, ocupavam as terras que hoje compreendem o estado do Rio de Janeiro. Os goitacás residiam inicialmente na planície atravessada pelo rio Paraíba do Sul, ao norte do Cabo Frio. Os puris habitavam a região que se estendia desde o Paraíba do Sul até o rio Muriaé. Já, os guaianás ocupavam o planalto perto da atual divisa com o estado de São Paulo. Por fim, os tamoios se estabeleciam ao longo de toda a costa, desde a baía de Guanabara até o sul do estado.

### Período colonial
Uma das mais antigas regiões brasileiras atingidas pelos portugueses, a costa do Rio de Janeiro, desde 1511, começou a ser movimentada por expedições predatórias tanto de lusitanos como de piratas franceses. Estes povos ficaram encantados com a enorme quantidade de pau-brasil.
Em 1534, com a partilha do Brasil em quinze capitanias hereditárias, a região foi incorporada a duas subdivisões territoriais — a porção meridional estava subordinada à de São Vicente. Esta seria mais tarde a capitania do Rio de Janeiro, criada em 1567. A parte setentrional integrava a de São Tomé. O capitão desta capitania, Pero de Góis, visou instalar lugarejos, mas malogrou em consequência da inimizade dos indígenas, amigos dos piratas franceses. Em 1555, vieram ao Rio embarcações francesas lideradas por Villegaignon, com a intenção de implantar uma colônia, a França Antártica.
Só em 1559, Portugal providenciou o desalojamento dos franceses. Em 1560, Mem de Sá derrotou os franceses e demoliu o Forte Coligny, que haviam erguido. Em 1565, Estácio de Sá aportou na baía da Guanabara e criou a cidade à qual concedeu a denominação de São Sebastião. Ainda precisava combater os franceses, os quais se refugiaram no sertão e eram apoiados pelos tamoios. Os franceses foram vencidos em definitivo em 1567, ano da fundação da capitania do Rio de Janeiro.
A fragmentação do Brasil em dois governos: o do Norte, com capital em Salvador, e o do Sul, com centro administrativo no Rio de Janeiro (1572), colaborou para o progresso da capitania. Esta se ocupou primeiro do plantio da cana-de-açúcar. As demandas de desenvolvimento do agronegócio colonizaram o norte da capitania, na qual a pecuária extensiva já estava presente.
A cordilheira da Serra do Mar impossibilitou o deslocamento dos colonizadores ao interior. A costa, de entrada mais simples, era o percurso usado para a expansão do plantio da cana-de-açúcar, a qual alcançou o vale do Paraíba. As condições de solo e clima colaboraram para o franco progresso da região. Além da cana-de-açúcar, eram praticadas a agricultura de subsistência e a criação de gado.
Em 1710 e 1711, os gauleses buscaram dominar a região, porém, foram expulsos. Conflitos entre famílias reivindicando a conquista da terra convulsionaram a colonização e o progresso. Tal condição perdurou cerca de um século, entre 1648 e 1753. Com o descobrimento do ouro em Minas Gerais, a região se tornou acesso natural para os aventureiros que estavam à procura das jazidas, acompanhando o curso do Paraíba do Sul.
Foi explorada a serra do Mar e, com a implantação de empórios comerciais no norte da capitania, foram nascendo povoados. O esgotamento do cultivo da cana-de-açúcar foi quase completo, porque as terras ficaram desocupadas. O porto do Rio de Janeiro, ponto de saída principal do açúcar, tornou-se o local concentrador do ouro e dos produtos trazidos pelos abastados mineradores.
Em 1763, o Rio de Janeiro sucedeu Salvador como capital do vice-reinado e passou a ser o centro do poderio financeiro e administrativo do Brasil. Com o esgotamento do ouro da Capitania de Minas Gerais, o Rio de Janeiro retomou o plantio da cana-de-açúcar, desta feita em padrões mais inovadores, usando técnicas apropriadas ao cultivo em escala maior.

### Período imperial

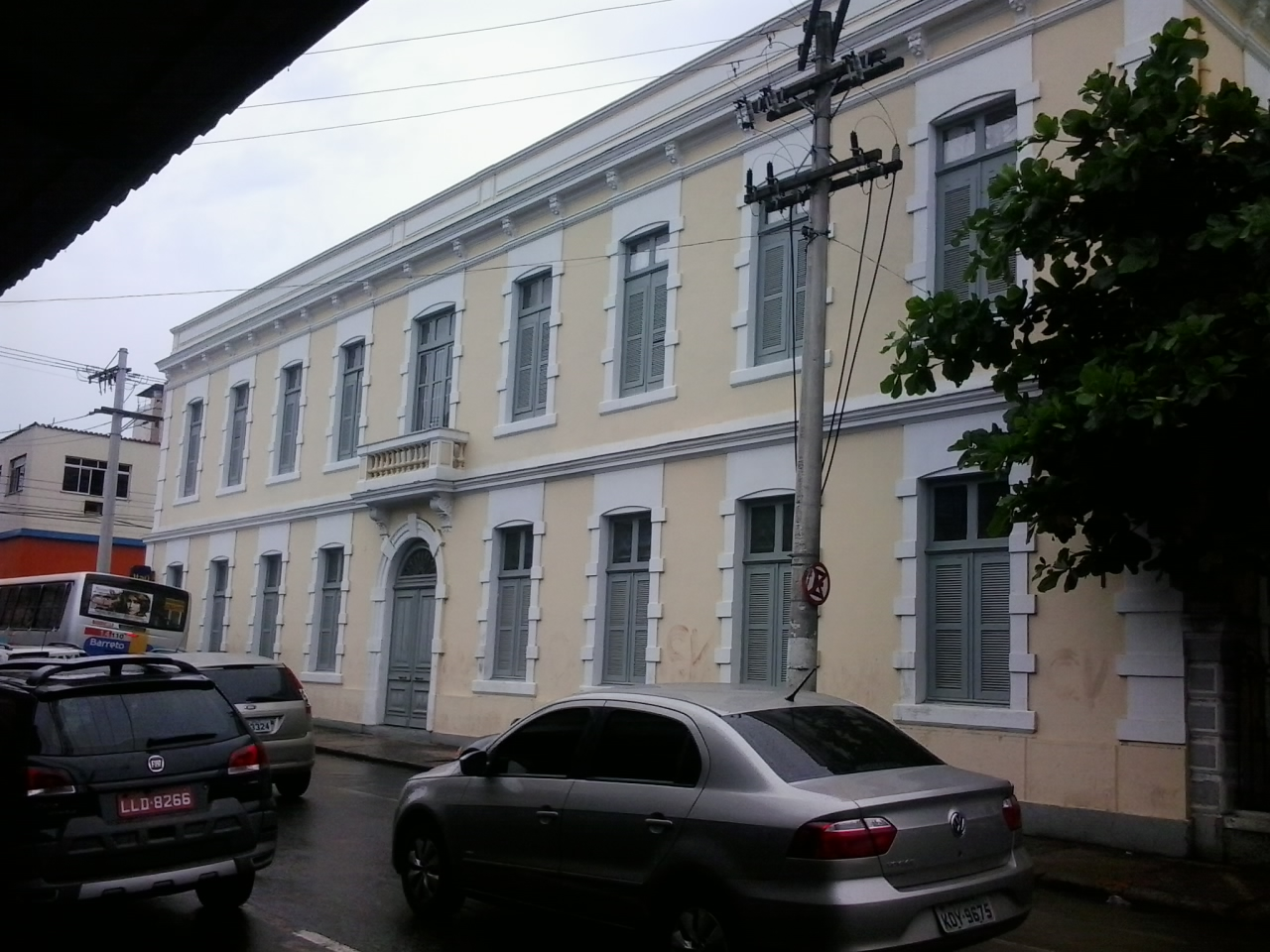
O Palácio São Domingos foi a primeira sede do governo da província do Rio de Janeiro (1835). Até esse ano, foi sucedido pelo atual prédio do Colégio Estadual Aurelino Leal, próximo ao Palácio do Ingá, até 1894.

Em 1808, a chegada da família real lusitana ao Rio de Janeiro converteu a capitania em capital administrativa, política e econômica do Reino de Portugal. Os fluminenses apoiaram a independência do Brasil (1822) e a região continuou sob gestão direta do governo central. Em 1834, foi fundado o Município Neutro, que permaneceu como capital nacional. A capitania foi promovida à condição de província do Rio de Janeiro, que começou a abrigar Niterói como capital em 1835. Desde 1830, o café apareceu como nova fonte de renda. O açúcar prevalecia na baixada, ao passo que os exploradores conquistavam o planalto à procura de terras apropriadas para o cultivo do café. Por isso, consolidou-se uma sociedade tradicionalista, escravista, que defendia o imperador e resistia às teorias abolicionistas e inovadoras.
Foi a época mais poderosa e rica da região, a mais progressista do Brasil à época. No fim do século XIX, a diminuição na produção agrícola, ocasionada pelo desgaste do solo, pelas técnicas tradicionais de cultivo e pela libertação dos escravos, empobreceu a região. A abolição da escravatura estava associada aos conflitos internos pelo poder político.

### Período republicano
Com a República, a província do Rio de Janeiro se tornou unidade federativa e o Município Neutro foi promovido à condição de Distrito Federal. Este era administrado por um prefeito indicado pelo presidente do Brasil. Na República Velha, período de 1889 a 1930, diminuiu o poder político-econômico do estado do Rio de Janeiro no cotidiano do país. Este era comandado na época por São Paulo e Minas Gerais.
O estado foi posto pela Revolução de 1930 sob intervenção federal até 1935, quando se elegeu o governador Protógenes Guimarães. Após a instituição do Estado Novo, Ernâni do Amaral Peixoto foi designado como interventor federal e permaneceu no cargo até 1945.
Entre 1930 e 1945, a despeito dos benefícios ganhos do governo federal, o orçamento estadual continuou em défice. No entanto, a industrialização se desenvolveu em cidades perto do Distrito Federal e na região dos rios Paraíba do Sul e Piabanha. Em 1960, o presidente Juscelino Kubitschek mudou a capital do Brasil da cidade do Rio de Janeiro para Brasília e o então Distrito Federal se converteu no Estado da Guanabara.
Em 1.º de julho de 1974, a Lei Complementar n.º 20, que fundou o hoje estado do Rio de Janeiro, foi promulgada pelo presidente do Brasil, Ernesto Geisel, por meio da unificação dos estados do Rio de Janeiro e da Guanabara. A mencionada legislação entrou em vigor em 15 de março de 1975. Como capital, foi eleita a cidade do Rio de Janeiro. O então presidente do Brasil, Ernesto Geisel, indicou como o primeiro governador da nova unidade federativa, o almirante Faria Lima. Em 1979, tomou posse Chagas Freitas, escolhido pela assembleia.
Por meio de eleições diretas, Leonel Brizola tomou posse do cargo em 1983. O estadista gaúcho foi uma vez governador do Rio Grande do Sul (1959–1963). Substituído por Wellington Moreira Franco em 1987, regressou ao governo em 1991. Leonel Brizola deixou o governo em abril de 1994. Desde então, tomou posse o governador Nilo Batista, que terminou o mandato em janeiro de 1995. O governador eleito em 1994, Marcello Alencar, assumiu o poder em janeiro de 1995. Em 1998, foi eleito Anthony William Matheus de Oliveira, empossado em janeiro de 1999. Continuou no cargo até abril de 2002, quando foi sucedido por Benedita da Silva, que concluiu o mandato. Em 2002, foi eleita Rosângela Barros Assed Matheus de Oliveira, tomando posse em 2003. Em 2006, Sérgio Cabral Filho foi eleito governador, reeleito em 2010. Ele foi sucedido em abril de 2014 pelo vice Luiz Fernando de Souza. Foi escolhido nas eleições de 2014 e empossado em janeiro de 2015. Pezão ficou no cargo até a sua prisão em novembro de 2018, quando foi substituído por Francisco Dornelles. Escolhido nas eleições estaduais no Rio de Janeiro em 2018, Wilson Witzel tomou posse em 2019. Foi sucedido, em 2021, pelo vice-governador Cláudio Castro, que completou o mandato. Eleito em 2022, Castro assumiu o governo em janeiro de 2023.

## Geografia
O estado do Rio de Janeiro está subordinado ao bioma da Mata Atlântica, possuindo em seu relevo, montanhas e baixadas situadas da Serra da Mantiqueira até o Oceano Atlântico. Merece destaque pelas paisagens diversas, com altas escarpas no litoral, restingas, baías, lagunas e florestas tropicais. O Rio de Janeiro constitui uma das 27 unidades federativas do Brasil, situada a sudeste da região homônima. Tem como divisas Minas Gerais ao norte; com o Espírito Santo a nordeste; e com São Paulo a sudoeste. É delimitado pelo oceano Atlântico ao sul e a leste. É uma das menores unidades federativas em extensão territorial do Brasil e a menor em área da região Sudeste. O município mais ao norte do estado é Porciúncula e o mais ao sul é a cidade de Paraty.
Seu litoral possui 636 quilômetros de extensão, delimitados pelas águas salgadas do Oceano Atlântico. É mais curto em dimensão do que os litorais baiano e maranhense, na região Nordeste, e maior que as costas do Rio Grande do Sul e São Paulo.

### Geomorfologia
Geralmente, as terras fluminenses são relativamente inférteis. Os solos mais favoráveis ao uso agrário se situam em Campos, Cantagalo, Cordeiro e em certas municipalidades do vale do Paraíba do Sul.
A base cristalina do Brasil forma o arcabouço básico do relevo do estado. Suas pedras, gnaisses e granitos, foram os primeiros do território do país. Estas passaram por transformações sísmicas, especialmente as falhas do terciário, procedência geológica das fileiras serranas que seguem a planície costeira. O estado abriga relevo bem diversificado, com enormes declives e altitudes elevadas.
Quase 50% do território está aquém de 200 m. 32% se encontram de 200 a 600 m, 11% de 600 a 900 m, 6% de 900 a 1 500 m e 1% além de 1 500 m. Três unidades formam o esquema geomorfológico: a baixada, os maciços litorâneos e o planalto.
A baixada se expande no decorrer do território e desenha uma curvatura desde o nordeste até o sudoeste. Bastante reduzida em sua parte oeste, estende-se grandemente na porção leste. Percebe-se uma variada estrutura na baixada. Há vários gêneros de acidentes geográficos nessa região. Morros e colinas cortadas em rochas cristalinas. Praias. Areões constituídos pela união de faixas costeiras. Campos dunares. Grandes pântanos, que se propagam no decorrer dos cursos inferiores dos rios, e um enorme delta, constituído pelo Paraíba do Sul em sua desembocadura. Inúmeras lagoas aparecem no decurso do litoral do estado, que compreende também três enormes reentrâncias: baías de Guanabara, de Sepetiba e da ilha Grande. Dentre as duas últimas, está localizada a Ilha Grande e, bloqueando de maneira incompleta a baía de Sepetiba, a restinga de Marambaia.
Os maciços litorâneos elevam-se no decorrer da baixada e constituem uma fileira de montanhas com altitude entre 200 e 500 m. As regiões mais altas se estendem a partir de Cabo Frio até a margem leste da baía de Guanabara, em direção horizontal para o litoral. Do oeste da baía, se encontram os pontos mais altos no município da capital. Estes pontos culminantes constituem os maciços de Gericinó (900 m no pico do Gandu), da Pedra Branca (1 024 m) e da Tijuca (1 021 m).
O planalto abrange boa parte do território estadual. Sua orla de montanhas, geralmente denominada serra do Mar, é localmente chamada serra dos Órgãos, da Estrela, entre outras. Esta cadeia de montanhas ocupa a baixada, desde o norte, com seu paredão de serras. Ergue-se habitualmente além de mil metros de altura, especialmente na serra dos Órgãos, onde a pedra do Sino alcança 2 263 m. Já a área do planalto desce levemente para o interior, rumo ao vale do Paraíba do Sul. Além desse vale, e percorrendo próximo à divisa do estado de Minas Gerais, está a serra da Mantiqueira. É nesta região que se localizam as maiores elevações do estado, as quais alcançam o pico das Agulhas Negras, com 2 787 m. Esta montanha é a altitude máxima do estado do Rio de Janeiro.
A planície de inundação, ou várzea do Paraíba do Sul, disponibiliza os únicos pedaços de terra aplainada de área considerável nessa região de terreno irregular. Além do Paraíba do Sul, perto da divisa com os estados de Minas Gerais e São Paulo, eleva-se outro paredão escarpado similar à serra do Mar: a serra da Mantiqueira, que compõe a orla do planalto mineiro e paulista.

### Hidrografia
|                                               |  |                    |
| Rio Paraíba do Sul, em Campos dos Goytacazes. |  | Lagoa de Araruama. |

Vários rios, que descem diretamente ao Oceano Atlântico, pertencem à rede hidrográfica fluminense. O mais importante é o Paraíba do Sul, proveniente do estado de São Paulo. Ele corta o estado de oeste a leste, até desaguar no Atlântico, perto da divisa com o Espírito Santo. Acolhe vários tributários (Pomba, Paraibuna, Piabanha, Piraí, Dois Rios). A ele corre toda a rede hidrográfica, a qual tem suas nascentes nas elevações da serra do Mar. Enquanto isso, os rios, os quais saem da escarpa, alcançam rapidamente o oceano. Todos os outros rios autônomos são pequenos. Dentre os quais merecem destaque Itabapoana, Macaé, São João e Macacu. Várias lagoas aparecem por toda a extensão da costa fluminense.
De Cabo Frio até a baía de Guanabara, estão localizadas lagoas resultantes da obstrução de antigas baías por fímbrias costeiras (Maricá, da Barra, Guarapina, Saquarema e Araruama). Perto da Guanabara, e na parte ocidental, situam-se as lagoas Rodrigo de Freitas, da Tijuca, de Jacarepaguá e de Marapendi. Próximo a Campos dos Goytacazes, no norte, aparecem lagoas cuja estrutura está associada à formação do delta do Paraíba do Sul. Entre essas lagoas estão a Feia, a de Dentro, a dos Coqueiros, e a do Taí Pequeno, dentre outras menores.

### Clima

Rio de Janeiro conforme a classificação climática de Köppen.

O estado do Rio de Janeiro possui os tipos climáticos Aw, Am, Af, Cfa, Cfb, Cwb e Cwa da classificação climática de Köppen-Geiger. O clima tropical semi-úmido do tipo Aw, com invernos secos e pluviosidades de verão, aparece no oeste da baixada. Já o Am predomina nas imediações dos maciços e encostas baixas do município da capital, em consequência das chuvas orográficas. A média térmica é de 24 °C por ano e o índice é de 1 250 mm por ano. O clima tropical úmido Af, com pluviosidades bem divididas ao longo do ano, aparece na parte mais baixa das montanhas do planalto (serra do Mar). Nessa região, as chuvas de relevo elevam seu índice pluviométrico para 2 500 mm por ano. O clima tropical de altitude Cfa é caracterizado por verões quentes e pluviosidades bem divididas. Este clima equivale às partes altas do declive escarpado, onde a altitude causa a diminuição das médias térmicas para 20 °C por ano. Já o tipo Cfb equivale às partes mais altas, onde os verões já se tornam frios e a média da temperatura despenca para 18 °C por ano.
Os climas Cwb e Cwa aparecem na retaguarda da serra do Mar, ou seja, no reverso do planalto, em regiões onde se somem as chuvas de relevo. Sua pluviosidade ocorre apenas nos períodos de verão, descendo para 1 500 mm. O Cwb compreende as partes mais altas do planalto, localizadas próximo à serra do Mar. Este clima ocasiona o aparecimento de verões frios e o Cwa nas porções menos elevadas do planalto, vale do Paraíba do Sul. Nessa região, os verões se tornam quentes, aumentando as temperaturas médias para 20 °C por ano. Uma característica anormal dessa situação aparece na costa de Cabo Frio, onde chuvas menos volumosas permitem a exploração de sal na Lagoa de Araruama.

### Litoral, flora e fauna

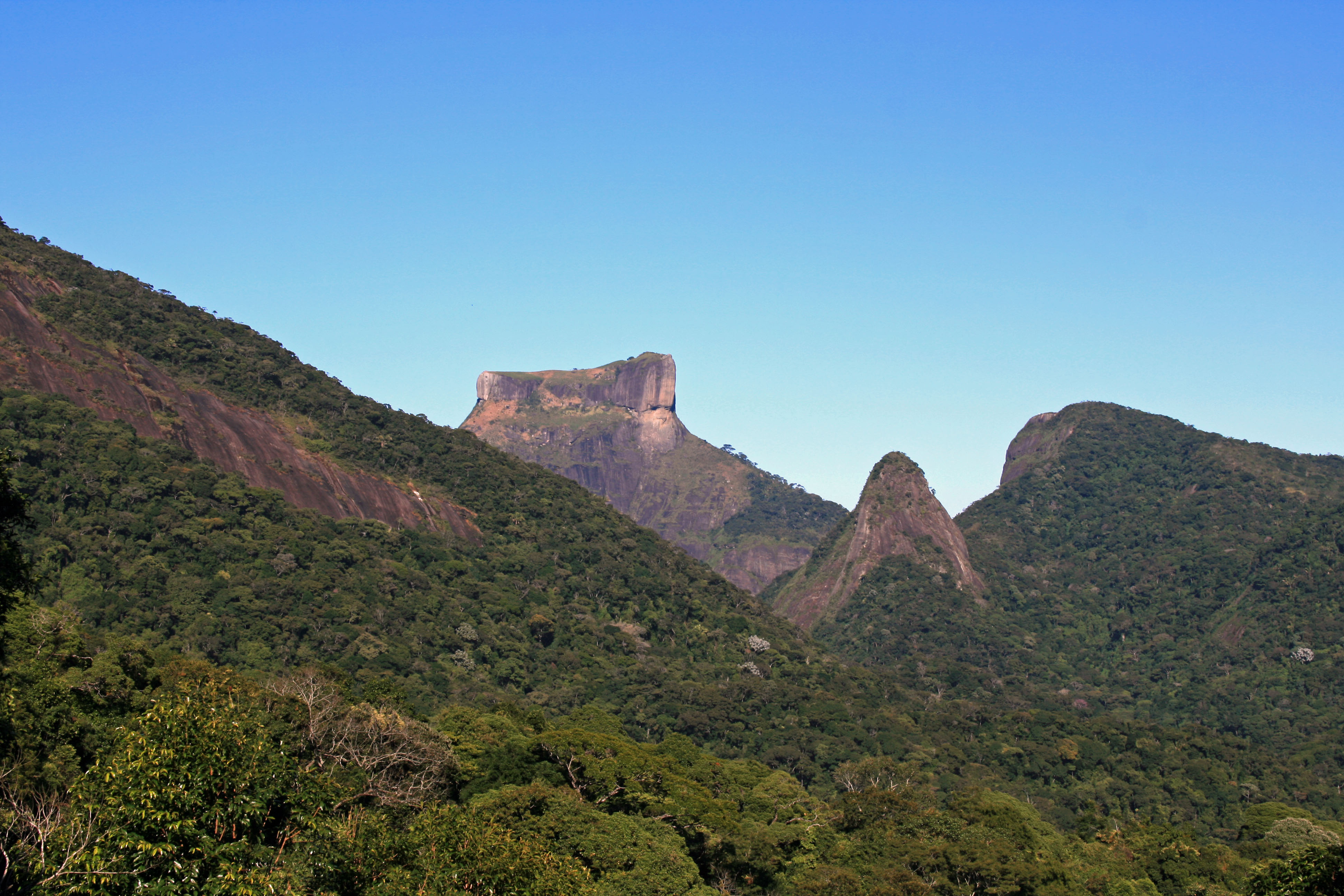
Floresta da Tijuca, como vista ao ar livre na cidade do Rio de Janeiro.

Pouco sobra da vegetação original fluminense. A atividade agropecuária conduziu a uma quase inteira destruição das matas, as quais revestiam mais de 91% da área da atual unidade federativa. Dessas matas, remanescem, na atualidade, somente pequenas manchas que se localizam em lugares de menor acesso ou de altas montanhas, inadequados para a agropecuária. Estes incluem encostas mais inclinadas das serras do Mar e Mantiqueira.
Além das matas, a vegetação abrangia também manguezais e era formada por restinga e praia, no cordão costeiro. Campos de altitude, nas partes mais altas das serras (serra dos Órgãos e maciço da Itatiaia) e as estepes do delta do Paraíba do Sul em Campos. Todos passaram por forte intervenção da antropização.
A fauna do estado do Rio de Janeiro pertence à Mata Atlântica. Esta somente existe em vários lugares, como o das serras denominadas dos Órgãos e do Tinguá. Estas serras abrigam mamíferos como várias espécies de mico e macaco, pacas, guaxinins, jaguatiricas e demais felinos. Além disso, há diversas aves, tanto pernaltas, quanto pássaros e psitacídeos.
A costa fluminense apresenta muitos recortes. Os mais importantes acidentes geográficos são a Baía da Ilha Grande, a ilhota homônima, a Restinga da Marambaia, a Baía de Sepetiba e a de Guanabara. Nessa região, merece destaque na paisagem a Enseada de Botafogo. Existe uma soma de 65 ilhas distribuídas pelo litoral na baía de Paraty e 365 apenas no município de Angra dos Reis.

## Demografia
A população do estado do Rio de Janeiro, no censo demográfico de 2022, era de 16 055 174 habitantes, sendo a 3.ª unidade da federação mais populosa do país, centralizando cerca de 7,91% da população brasileira e apresentando uma densidade demográfica de 366,97 moradores por quilômetro quadrado (a 2.ª maior do Brasil). Ao passo que 52,8% eram mulheres e 47,2% homens, tendo uma razão de sexo de 89,39. Em dez anos, o estado apresentou uma taxa de crescimento populacional de 0,03%.
No censo demográfico de 2010, a população era de 15 989 929 habitantes. Conforme este mesmo censo demográfico, 96,71% dos habitantes moravam na zona urbana e os 3,29% remanescentes na rural.
O Índice de Desenvolvimento Humano do estado do Rio de Janeiro é considerado alto conforme o PNUD. Segundo o último Atlas do Desenvolvimento Humano do Brasil, divulgado em 2013, com dados relativos a 2010, o seu valor era de 0,761, estando na quarta colocação ao nível nacional e na terceira ao regional, depois de São Paulo. Considerando-se o índice de longevidade, seu valor é de 0,835 (6.º), o do de renda é 0,782 (3.º) e o de educação é de 0,675 (4.º). O coeficiente de Gini, que mede a desigualdade social, é de 0,50 e a incidência da pobreza de 32,44%. A taxa de fecundidade do Rio de Janeiro é de 1,68 filhos por mulher, uma das mais baixas do Brasil.

### Hierarquia urbana e regiões metropolitanas

Densidade demográfica dos municípios do Rio (em hab./km²).

Dos 92 municípios fluminenses, apenas quatro tinham população acima dos quinhentos mil. Outros 22 tinham entre 100 001 e 500 000, onze de 50 001 a 100 000, 28 de 20 001 a 50 000, 20 de 10 001 a 20 000, 7 de 5 001 a 10 000. A cidade do Rio de Janeiro, sozinha, abrigava 39,5% do total de habitantes, além de possuir a quarta maior densidade demográfica, três vezes menor que São João de Meriti, em relação aos demais municípios (12 521,64 hab./km²), enquanto Santa Maria Madalena, no centro-leste, detinha a mais baixa (12,62 hab./km²).
Todo o território do estado se encontra na área influenciada pela cidade do Rio, cuja ação é exercida por meio dos centros intermediários de Petrópolis, Nova Friburgo, Barra Mansa, Volta Redonda e Campos dos Goytacazes. Inúmeros municípios, incluindo Niterói, integram a Região Metropolitana. As maiores cidades constituem Rio de Janeiro, Nova Iguaçu, São Gonçalo, Duque de Caxias e São João de Meriti.

### Religiões

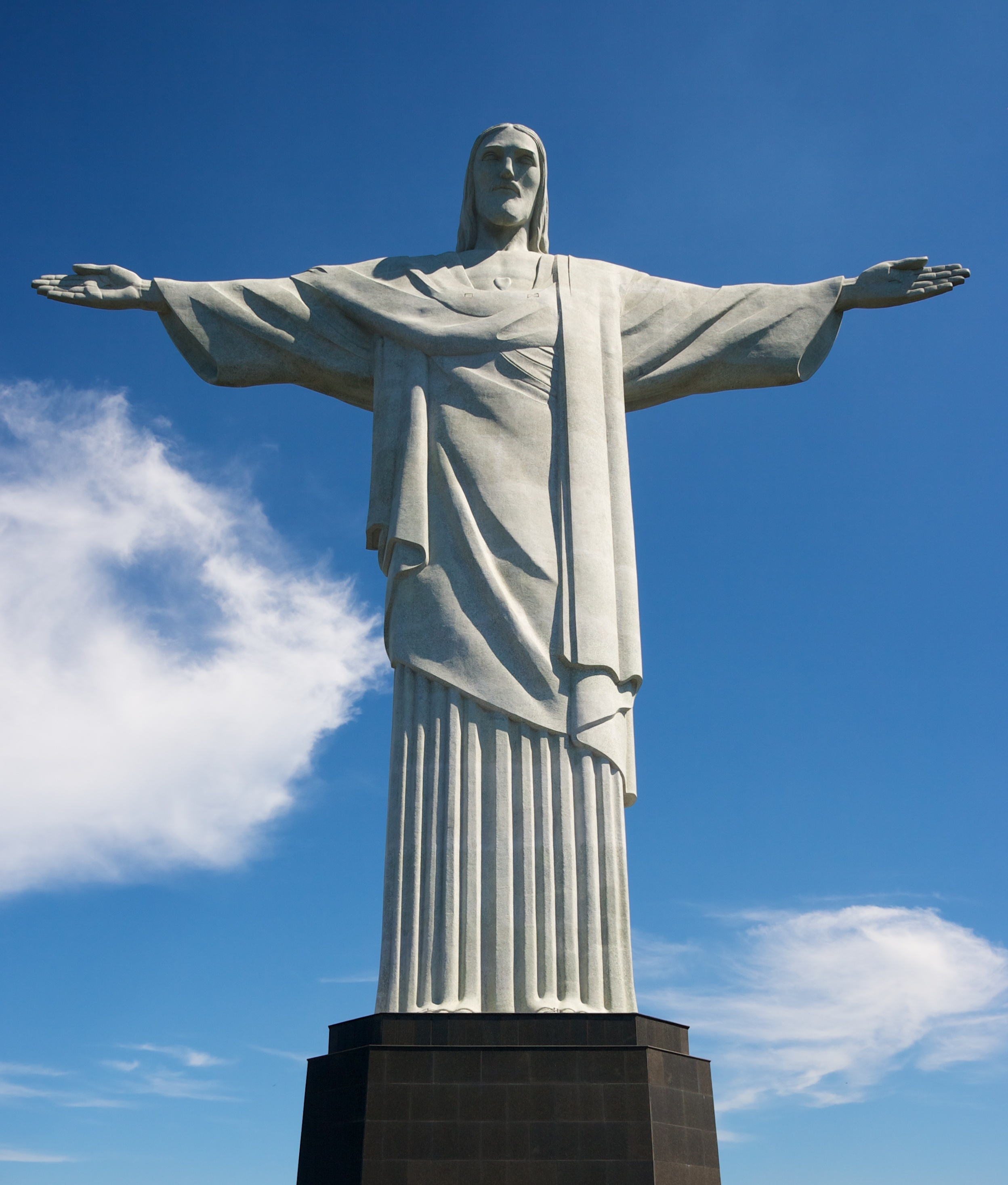
Monumento ao Cristo Redentor, administrado pela Igreja Católica, no Parque Nacional da Tijuca

Conforme o censo demográfico de 2010, a população do Rio de Janeiro é formada por católicos apostólicos romanos (45,81%); protestantes ou evangélicos (29,37%); espíritas (4,05%); testemunhas de Jeová (0,75%); mórmons (0,06%); c. a. brasileiros (0,36%); budistas (0,17%); novos religiosos orientais (0,16%), dentre os quais os messiânicos (0,14%); islâmicos (0,01%); c. ortodoxos (0,09%); umbandistas (0,56%); judaístas (0,15%); espiritualistas (0,07%); tradições esotéricas (0,07%); indígenas (0,01%); candomblezeiros (0,32%) e hinduístas (0,01%). Outros 15,60% não tinham religião, incluindo-se aí os ateus (0,62%) e agnósticos (0,15%).
Segundo a divisão da Igreja Católica no Brasil, o estado do Rio de Janeiro pertence à Regional Leste I e seu território é dividido em uma província eclesiástica, formada pelas arquidioceses de São Sebastião do Rio de Janeiro, dividida em cinco dioceses sufragâneas: Barra do Piraí-Volta Redonda, Duque de Caxias, Itaguaí, Nova Iguaçu e Valença; e de Niterói, subdividida em três: Campos, Nova Friburgo e Petrópolis.
O estado do Rio de Janeiro também possui os mais diversos credos protestantes ou reformados, sendo a Igreja Universal do Reino de Deus, a Congregação Cristã, a Batista e a Assembleia de Deus as maiores denominações. Dos 29,37% da população fluminense que se declararam evangélicos, 15,76% pertenciam às igrejas de origem pentecostal, 7,98% às evangélicas não determinadas e 5,63% às de missão.

### Composição étnica, migração, povos indígenas e racismo
A população do estado do Rio de Janeiro é composta basicamente por caucasianos, pardos, afro-brasileiros e povos indígenas. No Brasil colonial, os franceses, expulsos do Brasil pelos colonizadores lusitanos, foram os primeiros a iniciar o povoamento no território fluminense. O estado foi colonizado por portugueses e demais imigrantes europeus (alemães, italianos, suíços, espanhóis, ingleses, finlandeses), sul-americanos (argentinos, paraguaios, bolivianos, peruanos, equatorianos, colombianos e venezuelanos), norte-americanos (canadenses, estadunidenses e mexicanos) e asiáticos (chineses, japoneses, judeus e sírio-libaneses).
| Brancos                                             | 6 739 901 (42,9%) |
| Pardos                                              | 6 682 740 (41,6%) |
| Pretos                                              | 2 594 253 (16,2%) |
| Amarelos, Indígenas e não declarados                | 141 207 (0,9%)    |
| Fonte: IBGE (2022) Censo no Rio de Janeiro em 2022. |                   |

Atualmente, residem no Rio pouco mais de seiscentos e vinte indígenas, divididos em dezesseis grupos, que abrangem área de 4 789 hectares de extensão. Destes, a reserva indígena Tekoha Jevy, localizada no município de Parati, é o grupo mais extenso.
Segundo pesquisa de autodeclaração do censo de 2010, 47,40% dos fluminenses se identificaram como brancos, 39,60% pardos, 12,12% pretos, 0,77% amarelos e 0,10% indígenas, além dos não declarados (0,02%). 99,52% foram brasileiros (99,39% natos e 0,13% naturalizados) e 0,48% estrangeiros. Dentre os brasileiros, 90,61% do Sudeste (85,57% do próprio estado) e 8,39% em demais regiões. 0,49% são do Sul, 7,19% do Nordeste, 0,28% do Centro-Oeste e 0,43% do Norte. Entre as unidades federativas de origem dos imigrantes, Minas Gerais possuía o maior percentual de residentes (3,00%), acompanhado por Paraíba (1,92%), Ceará (1,23%), Pernambuco (1,18%), Bahia (1,16%) e Espírito Santo (1,12%).
O estado do Rio de Janeiro denunciou, em 2021, 1365 queixas de racismo — 1 036 das vítimas são negras, ou 75% das ocorrências. As informações foram publicadas pelo Instituto de Segurança Pública (ISP), que descreveu com detalhes o Painel Discriminação.
O relatório aponta estatísticas relativas ao preconceito contra pessoas ou grupos em consequência da sua etnia, raça, cor, classe social, sexualidade ou por intolerância religiosa. A pesquisa enfatiza, ainda, que 166 pessoas sofreram discriminação de raça, cor, credo, etnia e nacionalidade, e 33 casos por injúria a culto. O estudo aponta que 56% das vítimas de discriminação são mulheres negras, o que significa no mínimo uma vítima por dia durante todo o ano de 2021. Nos casos de discriminação de raça, cor, religião, etnia e nacionalidade, das 77 vítimas negras, 26,5% também são mulheres.

## Governo e política
O estado do Rio de Janeiro, da mesma forma que uma república, é administrado por três poderes, totalmente sediados na capital estadual. São eles: o executivo, constituído pelo governador do Rio de Janeiro; o legislativo (Assembleia Legislativa do Rio de Janeiro); e o judiciário (Tribunal de Justiça do Rio de Janeiro e outros tribunais, e juízes). São símbolos do estado a bandeira, o brasão e o hino.
O poder executivo fluminense é desempenhado pelo governador do Rio de Janeiro. Este é sucedido, em seus impedimentos, pelo vice-governador, e assessorado pelos secretários estaduais.
A matriz do poder executivo do estado, o Palácio Guanabara, foi construída pelo português José Machado Coelho em 1853, adquirido pela família imperial brasileira em 1865 até sua desapropriação em 1889, com a proclamação da República no Brasil, e restaurado pela primeira vez pelo arquiteto José Maria Jacinto Rebelo. Foi sede da prefeitura do Distrito Federal de 1946 a 1960, quando passou ao governo do estado da Guanabara. Em 1975, o prédio começou a ser a sede do governo do estado do Rio de Janeiro, sucedendo o Palácio do Ingá, em Niterói. Não se deve confundir o Palácio Guanabara com o Palácio Laranjeiras, localizado no bairro homônimo (na Rua Paulo Cesar Andrade, 407), que constitui a residência oficial do governador do Rio de Janeiro.
A partir do início da república, tomou posse pela primeira vez do governo do estado o Dr. Francisco Portela, que se encontrava no poder de 16 de novembro de 1889 a 10 de dezembro de 1891. Foi somente no ano de 1947, quando foi empossado o primeiro governador eleito, Macedo Soares.
O poder legislativo estadual é unicameral e representado pela Assembleia Legislativa do Rio de Janeiro (Edifício Lúcio Costa), formada por 70 deputados estaduais, escolhidos diretamente pelo povo para mandatos de quatro anos. No Congresso Nacional, a representação fluminense é de três senadores e 46 deputados federais.
A mais alta corte do Poder Judiciário fluminense é o Tribunal de Justiça do Rio, localizado no centro da cidade. Conforme o Tribunal Superior Eleitoral, o estado do Rio possuía, em junho de 2020, 12 455 815 eleitores, significando 8,275% do eleitorado brasileiro, o 3.º maior do país.

## Subdivisões

### Evolução territorial, regiões geográficas intermediárias e imediatas
O estado do Rio de Janeiro surgiu como unidade política em 1567, com quinze cidades e vilas, sendo a mais antiga, o Rio de Janeiro, fundada em 1565, e a última desse período foi Nova Friburgo, criada em 1820. Com a Independência do Brasil, a província do Rio de Janeiro foi organizada em 1823 e, naquele ano, seu território já se dividia no mesmo número de cidades e vilas. Do Império até a República, passou de quinze para 92 municípios. Constitui o 18.º estado com o maior número e o 3.º da região Sudeste, atrás de Minas Gerais e São Paulo, e à frente do Espírito Santo.
Esta é a lista de regiões geográficas intermediárias e imediatas do Rio de Janeiro, estado brasileiro da Região Sudeste do país. O Rio de Janeiro é composto por 92 municípios, que estão distribuídos em 14 regiões geográficas imediatas, que por sua vez estão agrupadas em cinco regiões geográficas intermediárias, segundo a divisão do Instituto Brasileiro de Geografia e Estatística (IBGE) vigente desde 2017. A primeira seção aborda as regiões geográficas intermediárias e suas respectivas regiões imediatas integrantes, enquanto que a segunda trata das regiões geográficas imediatas e seus respectivos municípios, divididas por regiões intermediárias e ordenadas pela codificação do IBGE.
| Região geográfica intermediária | Código | Número de municípios | Regiões geográficas imediatas | Código | Número de municípios |
| ------------------------------- | ------ | -------------------- | ----------------------------- | ------ | -------------------- |
| Rio de Janeiro                  | 3301   | 26                   | Rio de Janeiro                | 330001 | 21                   |
| Rio de Janeiro                  | 3301   | 26                   | Angra dos Reis                | 330002 | 2                    |
| Rio de Janeiro                  | 3301   | 26                   | Rio Bonito                    | 330003 | 3                    |
| Volta Redonda-Barra Mansa       | 3302   | 17                   | Volta Redonda-Barra Mansa     | 330004 | 8                    |
| Volta Redonda-Barra Mansa       | 3302   | 17                   | Resende                       | 330005 | 4                    |
| Volta Redonda-Barra Mansa       | 3302   | 17                   | Valença                       | 330006 | 5                    |
| Petrópolis                      | 3303   | 19                   | Petrópolis                    | 330007 | 4                    |
| Petrópolis                      | 3303   | 19                   | Nova Friburgo                 | 330008 | 11                   |
| Petrópolis                      | 3303   | 19                   | Três Rios-Paraíba do Sul      | 330009 | 4                    |
| Campos dos Goytacazes           | 3304   | 18                   | Campos dos Goytacazes         | 330010 | 6                    |
| Campos dos Goytacazes           | 3304   | 18                   | Itaperuna                     | 330011 | 7                    |
| Campos dos Goytacazes           | 3304   | 18                   | Santo Antônio de Pádua        | 330012 | 5                    |
| Macaé-Rio das Ostras-Cabo Frio  | 3305   | 12                   | Cabo Frio                     | 330013 | 6                    |
| Macaé-Rio das Ostras-Cabo Frio  | 3305   | 12                   | Macaé-Rio das Ostras          | 330014 | 6                    |

## Economia

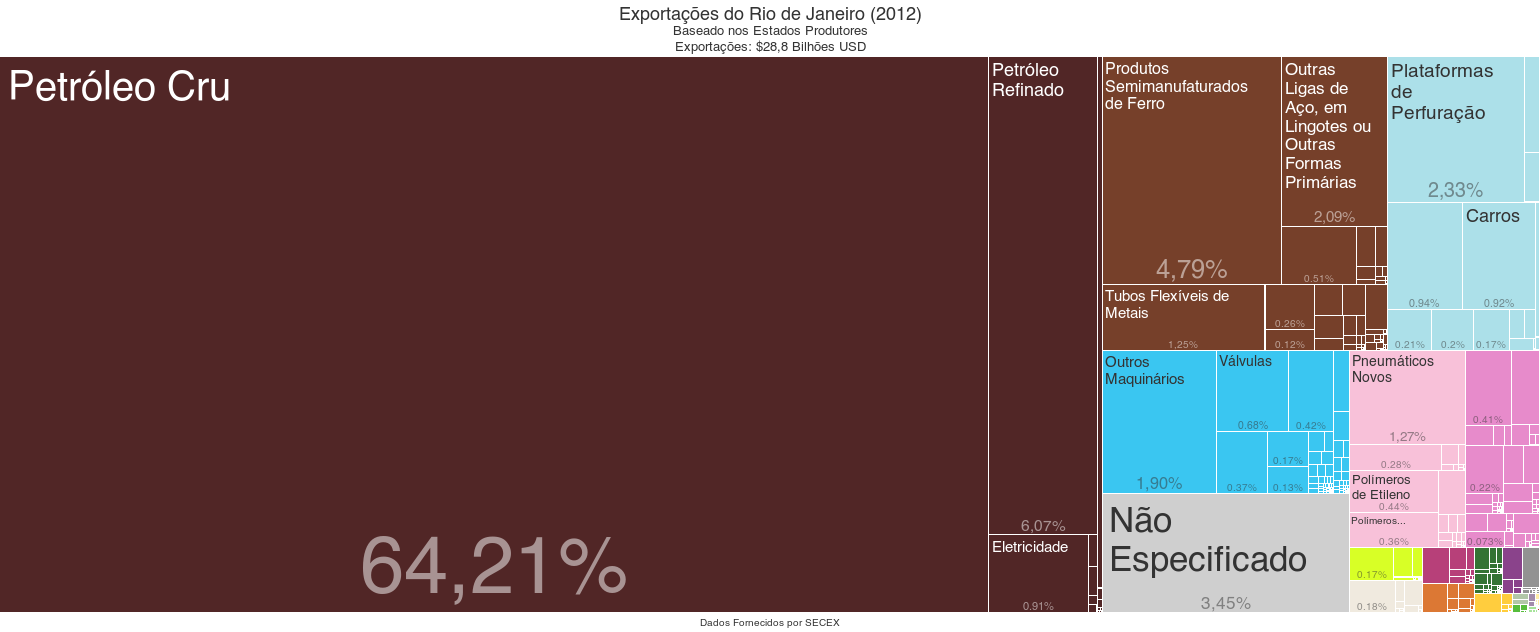
Exportações do Rio de Janeiro (2012).

Rio de Janeiro é a 2.ª unidade federativa mais rica do Brasil em produto interno bruto, possuindo 10,2% da economia do país, estando atrás apenas de São Paulo (ambos são os únicos estados cujo PIB ultrapassa o valor de 1 trilhão de reais). O estado também é um grande exportador. Em 2019, foi a segunda maior unidade federativa brasileira em exportação, participando com 12,81%.
Entre suas maiores empresas se destacam: Petrobrás, BR Distribuidora, Ipiranga, Raízen Combustíveis, Vale, Assaí Atacadista, Lojas Americanas, Light Sesa, Rede Globo, Gol, Furnas Centrais Elétricas, Telemar, Gerdau Cosiguia, Shell Brasil, Transpetro, B2W, Blueway Trading, BNDESPAR, Ampla, Repsol Sinopec Brasil e CEDAE.

### Setor primário

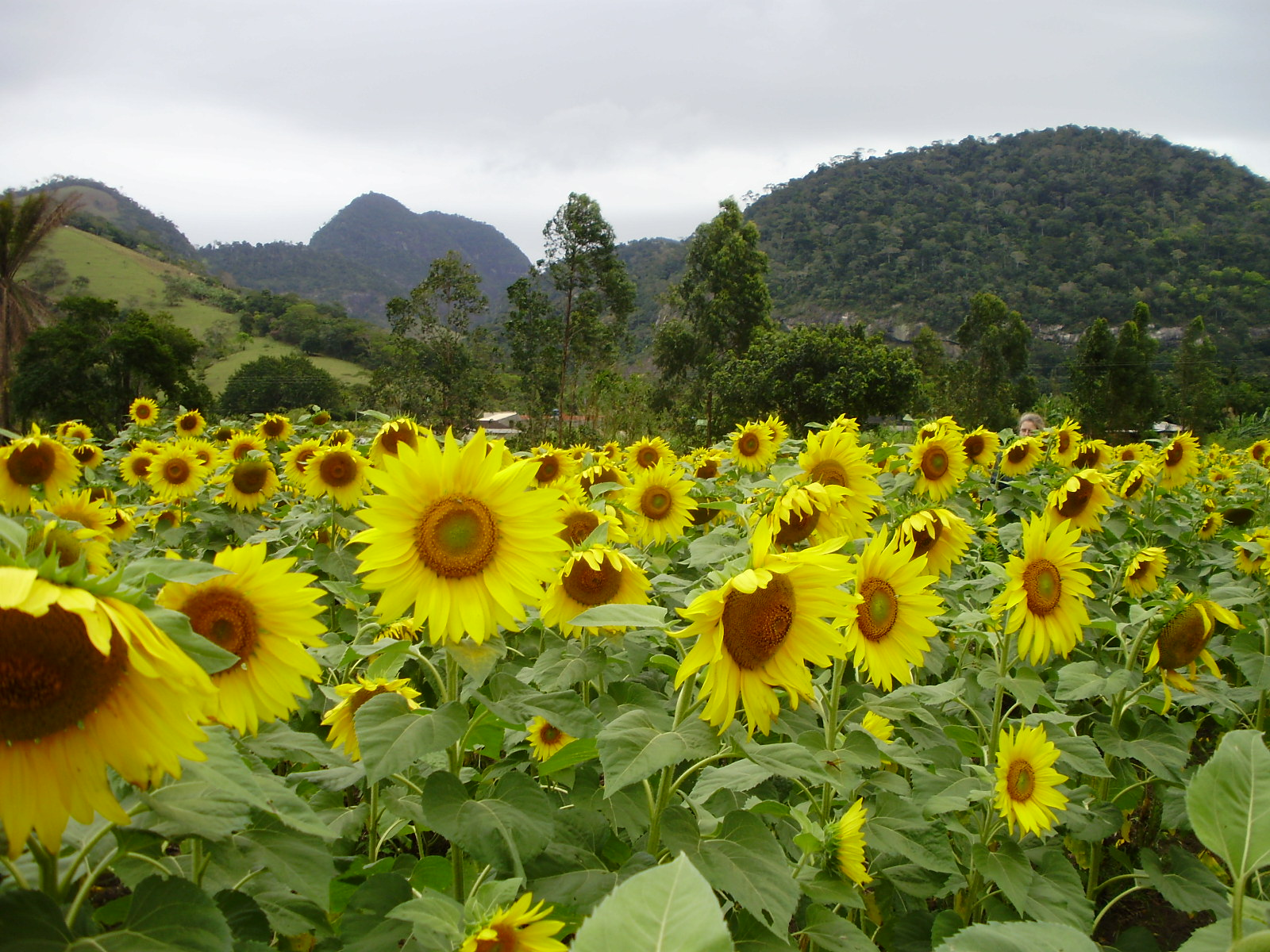
Plantios de girassol em Rio das Ostras em projeto apoiado pela FAPERJ.

O setor primário constitui o menos relevante da economia fluminense ao nível nacional. Em 2013, a agropecuária respondia só por 1,0% do valor adicionado bruto em relação à economia do Brasil.
No período imperial, a monocultura cafeeira era a maior atividade econômica do Rio de Janeiro; no entanto, seu declínio foi provocado pela erosão do solo e pela libertação dos escravos. A lavoura se transformou em uma atividade secundariamente importante no estado, que, no final do século XX, converteu-se em um dos poucos, no Brasil, com produto fabril superior ao agrário. A cana-de-açúcar, item mais significativo da produção agrária nos últimos anos do século XX, permanece como o mais importante produto agrícola, bastante cultivado na região de Campos. O segundo produto constitui a laranja, plantada especialmente na região de Itaboraí. Depois vem o tomate, plantado principalmente na Serra Fluminense, junto ao seu rebordo (Serra do Mar), com demais hortaliças e árvores frutíferas (principalmente o caqui).
Outros principais produtos constituem a banana e o arroz. A primeira é plantada na Baixada Fluminense e nos baixos sopés da serra do Mar, prevalecendo nas áreas mais úmidas, que se aproveitam de fartas chuvas orográficas. O arroz está concentrado na região dos vales dos rios Muriaé e Pomba e é plantado nos solos de aluvião das planícies de inundação da região. Ainda nessa área se encontra a cafeicultura fluminense, que desempenha no panorama nacional função bem inferior em comparação com o que tinha no passado, quando ocupava inteiramente o vale do Paraíba. Entre os mais importantes produtos do estado, destacam-se também a mandioca, na região de Campos; o milho, nos vales do Muriaé e Pomba; o feijão, no vale do Paraíba; a batata-inglesa, na Serra Fluminense, próximo à borda; e o abacaxi, na planície litorânea, no entorno da Região Metropolitana do Rio de Janeiro.
A pecuária bovina está dirigida sobretudo para a fabricação de leite e derivados. A bacia leiteira do estado está localizada principalmente na região do vale do Paraíba do Sul, onde a criação de gado apareceu em substituição à cafeicultura, no final do século XIX. Já, a suinocultura está concentrada na parte norte do estado, onde o plantio do milho atinge maior progresso. Outra atividade importante é a da avicultura e produção de ovos. Associada ao desenvolvimento do comércio do Grande Rio, essa atividade se situa tanto na baixada como no planalto.
Também a pesca adquire posição de relevo, ao utilizar o comércio das cidades e a infraestrutura instalada no estado (entrepostos, construção naval, indústria de enlatados). No setor, uma das atividades de maior importância econômica constitui a pesca da sardinha.

### Setor secundário
|                                                              |  |                                             |
| Plataforma petrolífera P-51 da Petrobras na bacia de Campos. |  | Imagem aérea do Estaleiro Mauá, em Niterói. |

O setor secundário constitui o mais relevante e maior da economia fluminense ao nível nacional: no ano de 2013, a indústria respondia por 14,4% do valor adicionado bruto em relação à economia do Brasil.
Apenas no final do século XIX é que foram estabelecidas indústrias de porte (moinhos de trigo nos portos de Niterói e do Rio de Janeiro) e indústrias de tecelagem nos arredores das quedas-d'água (rio Majé, Petrópolis e Nova Friburgo). No século XX, as indústrias cresceram em número; no entanto, o processo não foi o bastante para manter o estado no comando econômico nacional, transferido para São Paulo.
Foi a partir dos anos 1940 que a ação governamental, quando implantou o programa de indústrias de base, instalou alguns enormes complexos fabris no estado: a Fábrica Nacional de Motores (Magé), adquirida pela Fiat italiana e mudada em 1979 para Minas Gerais; a refinaria e a fábrica de borracha sintética da Petrobrás (Duque de Caxias) a Companhia Siderúrgica Nacional (Volta Redonda); e a Companhia Nacional de Álcalis (Arraial do Cabo).
Desde os anos 1960, o progresso industrial, à procura de novos mercados, incluindo o exterior, viu-se beneficiado por novas condições infraestruturais, com a fundação de zonas e distritos industriais — incluindo a do Rio de Janeiro, onde foi estabelecida a Cosigua — e a construção de novas estradas de rodagem. Cresceu o número de indústrias, em prejuízo dos antigos estabelecimentos de tecelagem, inativos ou em declínio. Desenvolveu-se também a construção civil, que se transformou em importante fonte de aproveitamento de mão-de-obra. Por setores, é necessário enfatizar a instalação de imensos estaleiros no Rio de Janeiro, Niterói e Angra dos Reis, nos anos 1960, que modernizam e expandem a frota mercante do Brasil.
|                                                  |  |                                                  |
| Companhia Siderúrgica Nacional em Volta Redonda. |  | Fábrica da Brasil Kirin em Cachoeiras de Macacu. |

O estado é o segundo mais desenvolvido industrialmente do Brasil, atrás de São Paulo. A maioria das fábricas está concentrada no município da capital e em sua região metropolitana. Além do conhecido complexo industrial da cidade do Rio de Janeiro, onde se destacam a construção naval, a siderurgia e indústrias alimentícias e de bebidas, há os centros fabris de Niterói (construção, metalurgia, conservas de peixe, vidro), São Gonçalo (vidro, cimento, metalurgia), Itaboraí (cerâmica e cimento), Magé (tecidos), Duque de Caxias (estamparia, material de construção, lataria, produtos químicos e farmacêuticos, fábrica de automóveis, refinaria de petróleo) e Nova Iguaçu (laminações, fundições, estruturas metálicas, trefilarias).
Espalhadas nas imediações do Grande Rio, destacam-se os centros fabris de Petrópolis e Nova Friburgo (tecidos) e, mais isolados, os de Arraial do Cabo (Fábrica Nacional de Álcalis), Campos dos Goytacazes (usinas açucareiras), Angra dos Reis (construção de navios). Outra área industrial favorecida por sua posição, no decorrer do eixo de ligação Rio-São Paulo, constitui-se no médio vale do rio Paraíba do Sul. Os mais importantes núcleos constituem Barra Mansa (metalurgia e alimentos), Volta Redonda (Companhia Siderúrgica Nacional) e Resende (indústria automotiva).
Bem abundantes, os recursos minerais são bastante aproveitados na indústria de construção. No estado, existem reservas subterrâneas de águas minerais, pirita, calcários, argilas, grafita, areias monazíticas, turfa, berilo e gipsita, além de quantidades pequenas de bauxita, níquel, cristal de rocha e feldspato. No litoral, especialmente em Cabo Frio, São Pedro da Aldeia e Araruama, o aparecimento de salinas faz a extração do sal marinho constituir importante fonte de renda, de maneira a trazer condições de subsistência à indústria de soda cáustica.
Outras jazidas de exploração intensa constituem-se nas de calcários (calcita, dolomita e mármore). Existem, também, consideráveis sedimentos conchíferos (carbonato de cálcio) na lagoa de Araruama e demais locais. Com o descobrimento da bacia petrolífera na plataforma continental de Campos em 1973, o estado se transformou no maior produtor nacional de petróleo, com cerca de sessenta por cento da produção; produz, também, mais de quarenta por cento de gás natural no Brasil. Dentre os numerosos campos em extração na plataforma continental do estado, os mais destacados são as reservas gigantescas de albacora, marlim e barracuda, que se juntaram às mais antigas de namorado, pampo, cherne, linguado e garoupa.

### Setor terciário
O setor terciário constitui o segundo mais relevante e maior da economia fluminense ao nível nacional: no ano de 2013, os serviços respondiam por 11,6% do valor adicionado bruto em relação à economia do Brasil.
O comércio do estado é vigoroso, especialmente com nações estrangeiras como a China (37%), Estados Unidos (15%), Espanha (11%), Singapura (5,8%), Chile (5,3%), Portugal (3,9%) e Índia (3,7%). Boa parte das operações de intercâmbio ocorre por meio do Porto do Rio de Janeiro. Em 2023, os portos de Niterói, Angra dos Reis e Rio de Janeiro movimentaram exportações no valor de 46 740,8 milhões de dólares e importações de 25 847,6 milhões de dólares. No comércio de cabotagem, o estado exportou 3,7 bilhões de dólares e importou 2,1 bilhões de dólares no mesmo ano.

#### Turismo
O Rio de Janeiro constitui uma das unidades federativas brasileiras de maior potencialidade turística. Embora seja pouco extenso, traz ao turista uma abundância de atrações, tanto na costa quanto na serra.
Na costa do estado do Rio de Janeiro, a parte mais frequentada pelos visitantes constitui a região dos Lagos, que compreende os municípios de Maricá, Saquarema, São Pedro da Aldeia, Cabo Frio, a maior praia do estado, Rio das Ostras e Macaé. Na costa sul, merecem destaque os balneários de Paraty, Angra dos Reis e Mangaratiba, que formam a denominada Costa Verde.
O clima aprazível e a proximidade da cidade do Rio de Janeiro fazem das cidades da Serra Fluminense, como Petrópolis, Teresópolis e Nova Friburgo, centros de veraneio bastante movimentados. Ainda na montanha, destaca-se o Parque Nacional da Serra dos Órgãos, em Teresópolis, e o de Itatiaia, em Resende, com mais de dois mil metros, que tem as maiores reservas ecológicas do estado.
O Rio de Janeiro possui também locais de grande interesse histórico. Paraty, cidade toda catalogada (protegida e preservada contra mudanças) pelo Instituto do Patrimônio Histórico e Artístico Nacional, com sua arquitetura típica do Brasil Colônia, igrejas, fortes e ruas feitas de pedra do século XVII, movimenta vários visitantes. Angra dos Reis, com o convento do Carmo, as ruínas do convento de São Bernardino de Sena e a capela da Ordem Terceira; Niterói, com as igrejas da Boa Viagem e de São Francisco Xavier e o forte São Domingos; e Cabo Frio, com o convento de Nossa Senhora dos Anjos, também podem ser procurados.
A cidade do Rio de Janeiro é conhecida por seus acidentes geográficos e pela agitada vida noturna, sendo uma das principais zonas turísticas brasileira. Tem a segunda maior rede de hotéis do Brasil, atrás da cidade de São Paulo, contando, a nível nacional, com 429 estabelecimentos (8,5%), 31 594 unidades habitacionais (12,6%) e 45 416 leitos (12,2%).
Além das praias de Ipanema, de Copacabana, do Leblon, do Recreio dos Bandeirantes e da Barra da Tijuca. Há outros pontos turísticos, como a Floresta Nacional da Tijuca, a maior reserva florestal urbana do mundo; o Corcovado, com a estátua do Cristo Redentor, uma das sete maravilhas do mundo moderno; e o Pão de Açúcar, conectado à Praia Vermelha por um bondinho. Algumas partes da cidade também possuem uma arquitetura colonial, como o Aqueduto dos Arcos e o Largo do Boticário. Este, no entanto, foi erguido nos anos 1920 e 1940.
O ponto culminante da temporada turística da cidade acontece em fevereiro (ou março, em certos anos) quando, em quatro dias, é festejado o maior carnaval do mundo. Os mais importantes eventos e festividades do estado constituem: em Cabo Frio, Festa de Nossa Senhora da Assunção (de 6 a 16 de agosto); em Campos, Festa de São Salvador (de 4 a 10 de agosto) e a Exposição Especializada (em abril); em Cordeiro, Exposição Agropecuária de Cordeiro (em julho); em Niterói, Niterói em Cena (em setembro); em Paraty, Festa de São Benedito (de 8 a 17 de novembro); no Rio de Janeiro, Carnaval (em fevereiro ou março), Festa de Nossa Senhora da Glória do Outeiro (15 de agosto), Feira da Providência (em dezembro), Festa da Penha (em outubro), Festival Villa-Lobos (de 4 a 30 de novembro); em São Fidélis, Festa da Lagosta (em maio), extinta em 1988; em São João da Barra, Festa da Penha (em abril).

## Infraestrutura

### Saúde

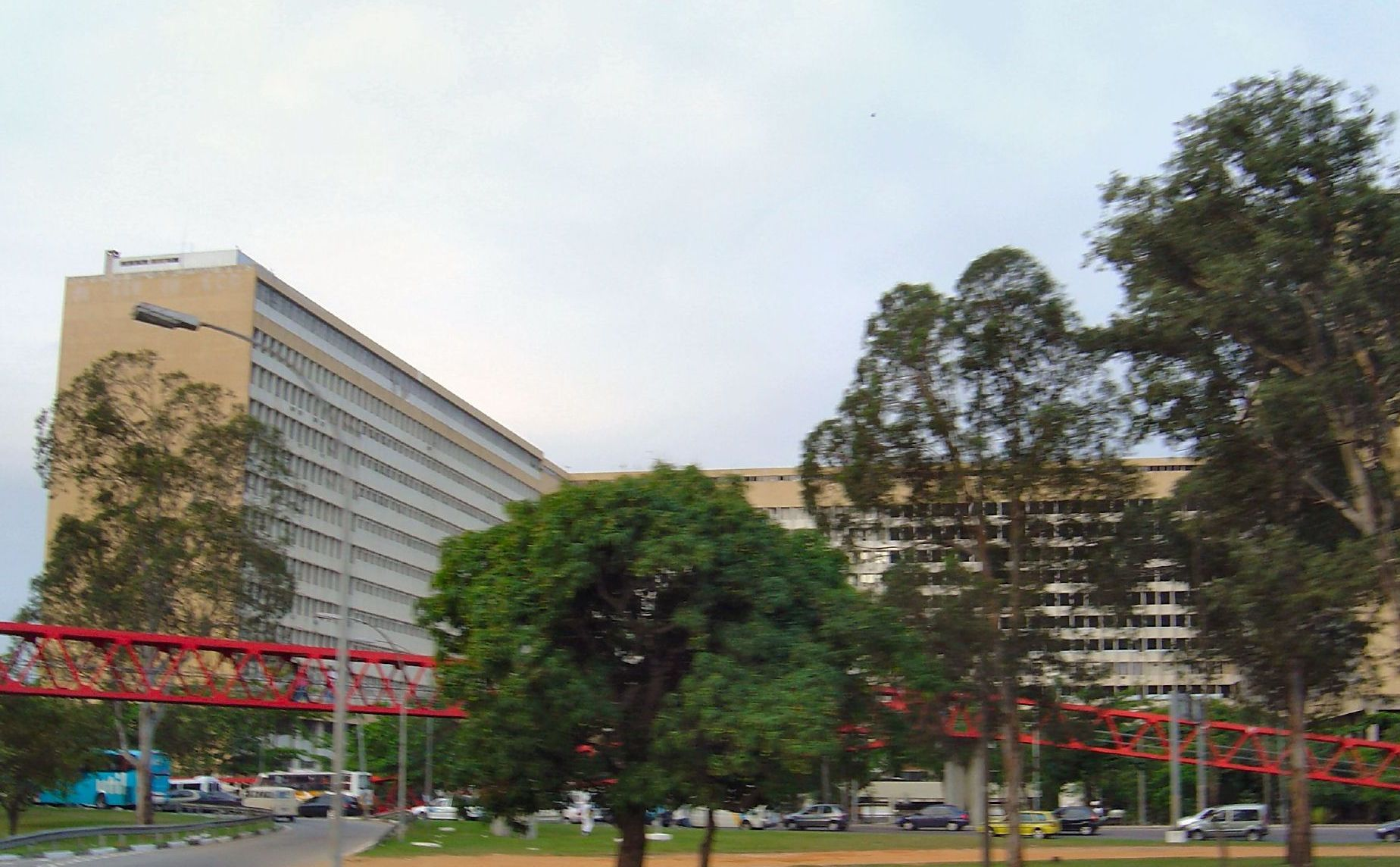
Hospital Universitário Clementino Fraga Filho, visto da Linha Vermelha, no Rio de Janeiro, capital do estado.

A infraestrutura hospitalar dispunha, em 2009, de 6 457 estabelecimentos, com 42 593 leitos, atendidos por 76 070 médicos, 14 374 enfermeiros e 30 770 auxiliares de enfermagem. De todos os 92 municípios do estado, em 2000, 82,3% da população contavam com serviços de abastecimento de água e 60,8% de esgotos sanitários. Existem, no estado, cidades de clima serrano, imensamente saudáveis, favoritas como centros de veraneio e de restauração do bem-estar, como Teresópolis, Petrópolis e Nova Friburgo.
De acordo com uma pesquisa realizada pelo IBGE em 2019, 80% dos fluminenses realizavam consulta médica periodicamente; 49,2% dos habitantes consultavam o dentista regularmente e 5,7% estiveram internados em leito hospitalar nos últimos doze meses. Apenas 37,7% tinham plano de saúde. 45,4% declararam necessitar sempre do Programa Saúde da Família — PSF.

### Educação

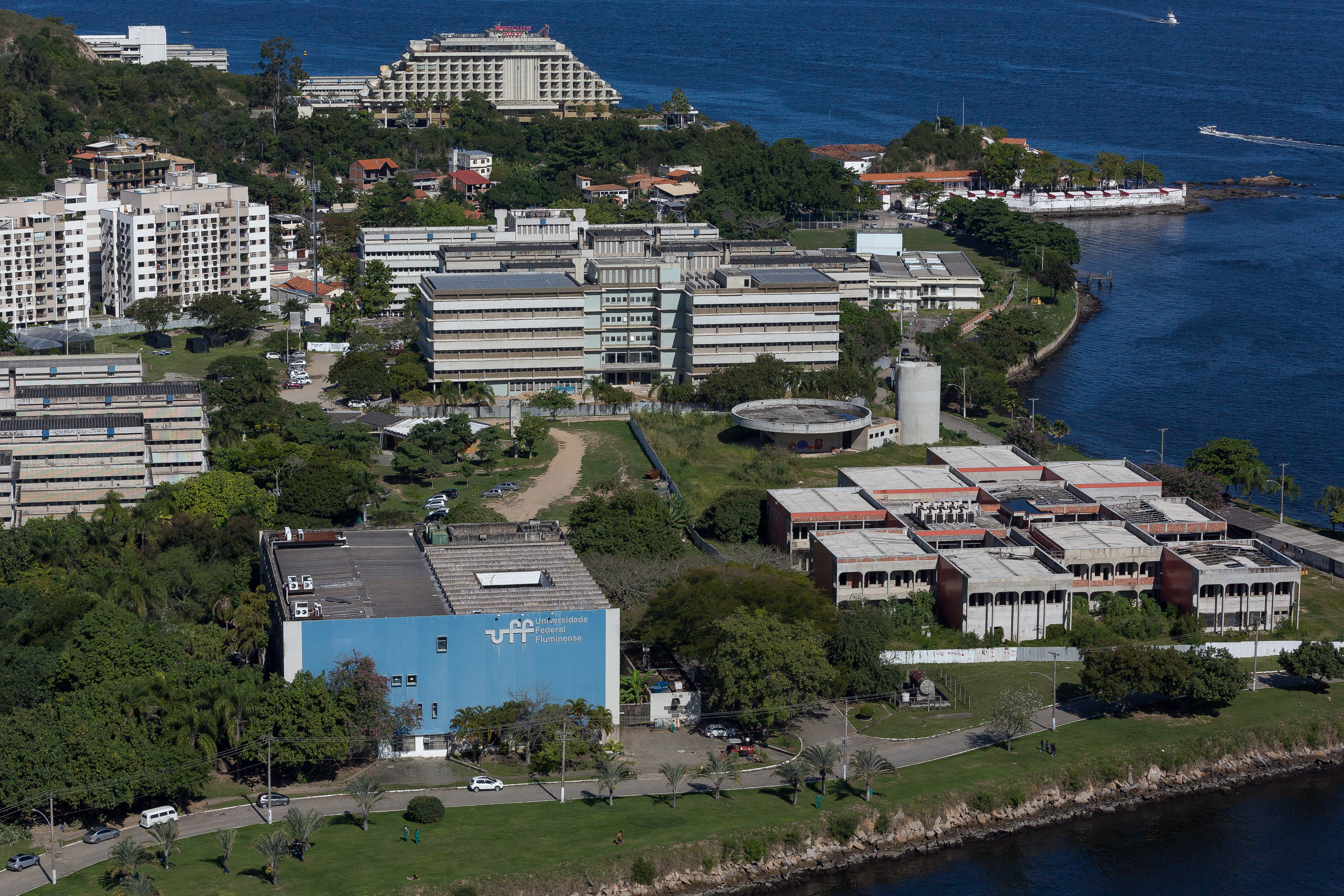
Campus do Gragoatá, da Universidade Federal Fluminense (UFF), em Niterói.

Em 2018, foram registradas matrículas de 2 003 315 discentes nas 7 677 instituições educacionais de ensino fundamental no estado do Rio de Janeiro, das quais 202 eram do estado, 139 143 do município, 79 408 da iniciativa privada e 697 da União. No que diz respeito ao corpo docente, era também formado por 102 737 professores, dos quais 13 392 ensinavam em instituições de ensino do estado, 630 em escolas da União, 26 503 nas do município e 21 792 nas da iniciativa privada. O ensino médio, em 2018, era lecionado em 18 107 estabelecimentos, com 311 830 discentes registrados por matrícula, atendidos por 1 051 docentes.
Em 2019, a taxa de alfabetização estadual era de 98%, empatada com Santa Catarina na segunda posição nacional. A taxa de escolarização na faixa etária de 8 a 14 anos é de 19,3%. Em 2008, 14,1% da população fluminense é de analfabetos funcionais. Seu IDH-educação é o 4.º mais alto do Brasil (0,675).

As mais importantes instituições fluminenses de ensino superior do setor público são o Centro Federal de Educação Tecnológica Celso Suckow da Fonseca, a Escola Nacional de Ciências Estatísticas. O Instituto Federal do Rio de Janeiro, o Instituto Militar de Engenharia, o Instituto Nacional de Educação de Surdos, o Instituto Superior de Educação do Rio de Janeiro, a Universidade do Estado do Rio de Janeiro, a Universidade Federal do Estado do Rio de Janeiro, a Universidade Federal do Rio de Janeiro e a Universidade Estadual da Zona Oeste.

### Transportes

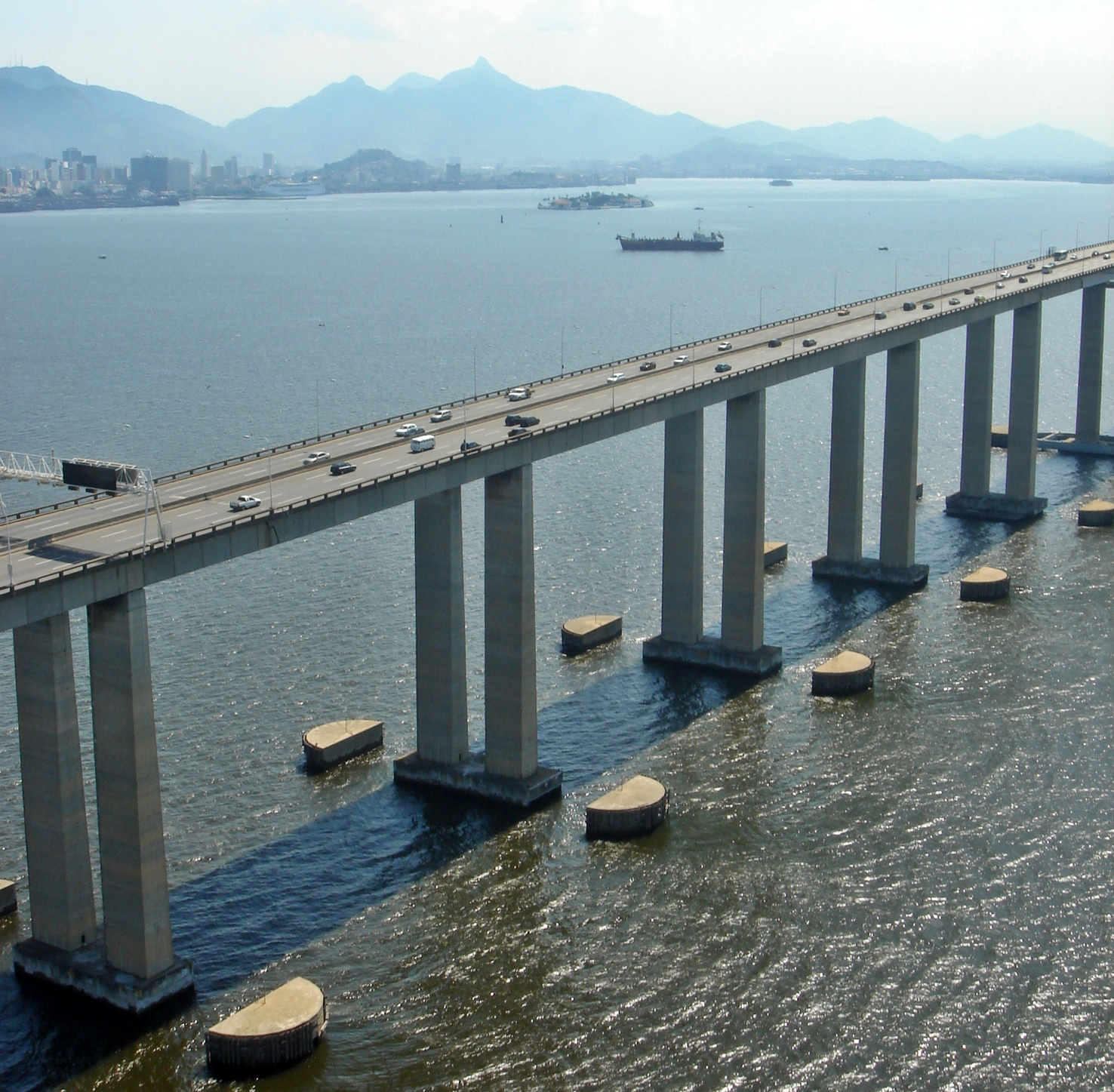
Ponte Rio–Niterói, a mais extensa do Brasil, concluída em 1974, corta a baía da Guanabara, entre os municípios do Rio de Janeiro e Niterói

O estado do Rio de Janeiro é atendido pelas linhas das antigas ferrovias da Central do Brasil, Leopoldina e Viação Férrea Centro-Oeste, membros da Rede Ferroviária Federal. As linhas da Leopoldina atendem à periferia da capital e à porção leste do estado, com diversos troncos e inúmeros ramais, por meio dos quais se fazem as conexões com o Espírito Santo e a zona da Mata mineira. As linhas da Central do Brasil atendem à periferia da capital e à porção oeste do estado, por intermédio de um tronco que conecta a capital estadual com o estado de São Paulo e com Minas Gerais. Já as do Centro-Oeste atendem a algumas cidades próximas ao sul de Minas Gerais. Sua única entrada mais acentuada no estado alcança Angra dos Reis, cujo porto serve à região central de Minas Gerais.
A rede de rodovias asfaltadas cresceu devido à capital, atendida por estradas federais que a põem em contato com outros estados. Dessa forma, a BR-101 atravessa a baía de Guanabara por intermédio da ponte Presidente Costa e Silva (Rio-Niterói) e corta o estado, atravessando Campos dos Goytacazes, Rio Bonito, Niterói, Mangaratiba e Angra dos Reis. A rodovia Presidente Dutra, trecho da BR-116, conecta a capital com a cidade de São Paulo, atravessando as cidades fluminenses de Nova Iguaçu, Barra Mansa e Resende. A rodovia Presidente Washington Luís sai da capital em direção a Minas Gerais, atendendo a Duque de Caxias, Petrópolis e Três Rios. Além dessas estradas, a BR-492 faz a conexão Niterói-Nova Friburgo-Cordeiro-São Fidélis e a BR-356 conecta São João da Barra, Campos, Itaperuna e Muriaé.
Estão em atividade no estado os portos do Rio de Janeiro e Angra dos Reis, o terceiro e o quarto do Brasil em movimento de carga, respectivamente. O porto de Sepetiba constitui um terminal de minérios, para a grande exportação de produtos vindos de Minas Gerais. Pouco movimentados, estão em funcionamento os portos de Niterói e Forno. Próximo ao porto do Rio de Janeiro, opera o terminal oceânico Almirante Tamandaré, da Petrobrás.
A capital dispõe de três aeroportos civis, o Internacional do Rio de Janeiro, com a capacidade de acolher aeroplanos supersônicos, o Santos Dumont, reservado para linhas domésticas, e o de Jacarepaguá, para aeronaves de menor porte.

### Serviços e comunicações
As empresas de energia elétrica, que compreendem o estado do Rio de Janeiro, constituem a Light S.A., a Enel Distribuição Rio e a Energisa Nova Friburgo, e os serviços de abastecimento e venda de gás canalizado no estado do Rio de Janeiro são realizados pela Naturgy.
O estado conta com outros serviços básicos. No Rio de Janeiro, existem várias empresas responsáveis pelo abastecimento de água. Em boa parte dos municípios fluminenses, a empresa responsável por água e saneamento básico (esgoto) é a Companhia Estadual de Águas e Esgotos do Rio de Janeiro (CEDAE).

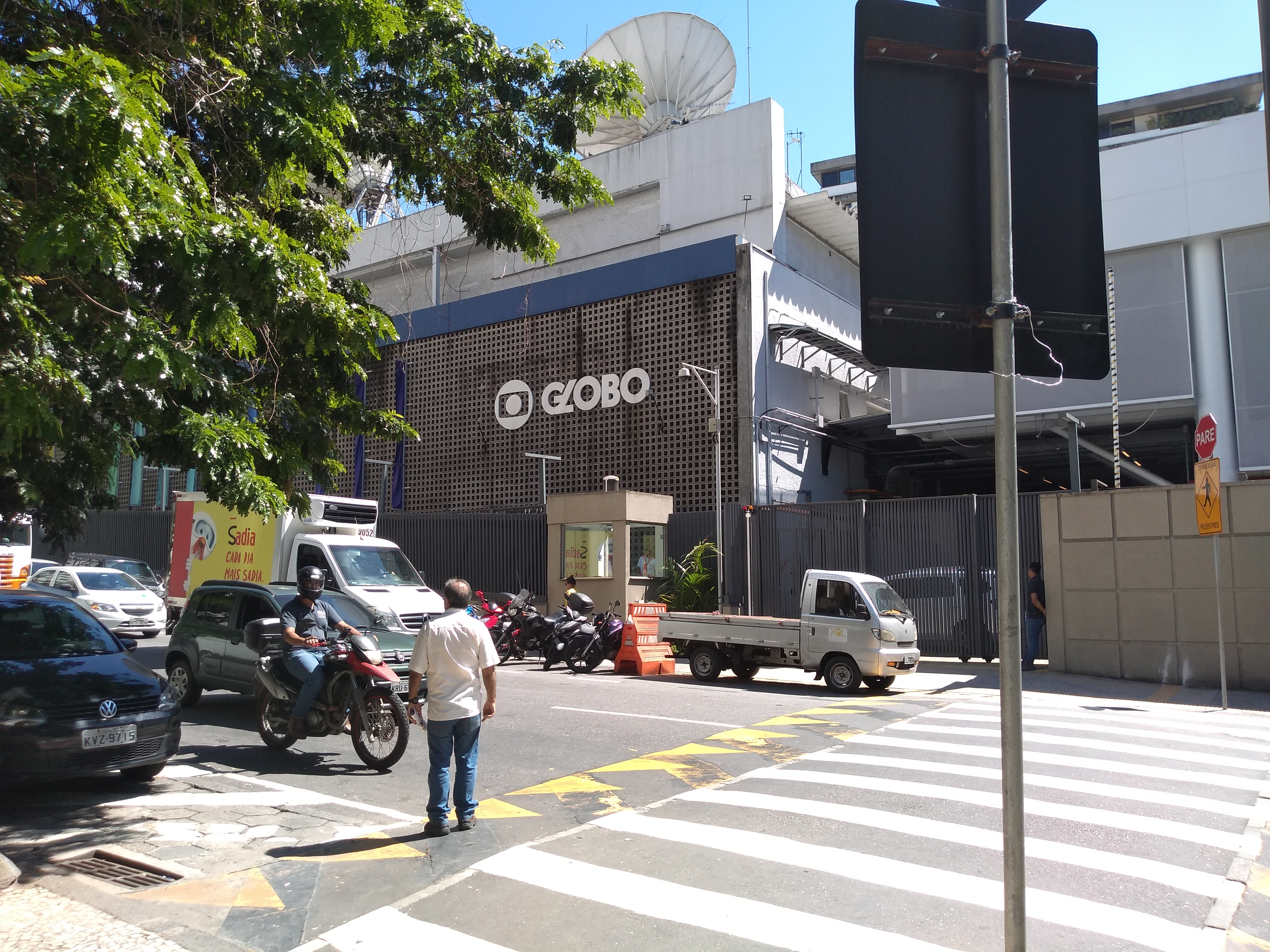
Sede da Globo no Rio de Janeiro, mais precisamente no bairro do Jardim Botânico, famosa por suas polêmicas

Outros municípios são abastecidos por outras empresas ou por empresas do próprio município — um exemplo ocorre em Campos dos Goytacazes, na região norte do estado, cuja empresa responsável pelo abastecimento de água é “Águas do Paraíba”.
Existem vários jornais presentes em diversos municípios do estado, por exemplo, O Fluminense, Nitideal (Niterói), O Debate, Azul Limão, Tribuna do Sol (Macaé), Folha da Manhã, Tribuna do Sol, O Diário (Campos dos Goytacazes), Diário de Petrópolis, Jornal de Itaipava, Tribuna de Petrópolis (Petrópolis), A Folha, O Diário de Teresópolis, Teresópolis Jornal (Teresópolis), A Voz da Serra (Nova Friburgo), Jornal Dia-a-Dia (São João de Meriti), Jornal Atual, Jornal Impacto (Itaguaí), etc. Dois dos mais influentes jornais do país, O Globo e o Jornal do Brasil, são fluminenses e mantêm suas sedes na capital do estado.
Na área televisiva, a mais antiga emissora de televisão do estado, a TV Tupi Rio de Janeiro, foi fundada e comandada por um dos herdeiros de Assis Chateaubriand, Fernando, em 1951. Desde então, várias outras emissoras desenvolveram-se no estado e ganharam projeção no Brasil e nesse estado, como foi o caso da TV Globo, a maior emissora de televisão do país, totalmente sediada na região metropolitana do Rio.

### Segurança pública e criminalidade
No Exército Brasileiro, o Rio de Janeiro pertence ao Comando Militar do Leste (Rio de Janeiro) e, com o Espírito Santo, integra a 1.ª Região Mil., tendo, no estado, o Hospital Militar de Resende e a Policlínica Militar de Niterói. Na Marinha do Brasil, o Rio de Janeiro integra 1.º Distrito Naval (Rio de Janeiro) e a Base Aérea Naval de São Pedro da Aldeia. O Colégio Naval (em Angra dos Reis), o Centro de Mísseis e Armas Submarinas da Marinha (em São Gonçalo, na ilha do Engenho). Na Força Aérea Brasileira, o Rio de Janeiro conta com a Base Aérea dos Afonsos, na capital.
Segundo a Constituição Federal de 1988 e a Estadual de 1989, os órgãos reguladores da segurança pública no estado do Rio de Janeiro são a Polícia Militar do Estado do Rio de Janeiro, o Corpo de Bombeiros Militar do Estado do Rio de Janeiro e a Polícia Civil do Estado do Rio de Janeiro.
De acordo com dados do "Mapa da Violência 2012", publicado pelo Instituto Sangari e pelo Ministério da Justiça, a taxa de homicídios por 100 mil habitantes, que era de 2,7 em 1980, subiu para 31,8 em 2009 (ficando abaixo da média nacional, que era de 27,0). Entre 2000 e 2010, o número de homicídios subiu de 7 337 para 4 193. Em geral, o Rio de Janeiro desceu sete posições na classificação nacional das unidades federativas por taxa de homicídios, passando da segunda em 2000 para a décima-sétima em 2010. A R. M. do Rio de Janeiro possuía taxas mais de quatro mil vezes maiores que a do estado (-14,7), enquanto, no interior, o mesmo era mais de mil e novecentas vezes maior que a média estadual (-6,7).
Em 2000, sete municípios, até cinco mil habitantes, registravam uma taxa de homicídios, mas ela subiu para 3,6 em seis cidades em 2010. Considerando-se todos esses municípios, totalizam-se dois. Desde a época em que o estado era bastante violento em 2000 a violência diminuiu ligeiramente em todo o território do estado, com vários polos elevadamente conurbados.
Em 1983 o Brasil apresentava uma taxa de 13,8 homicídios em 100 mil, ao passo que a taxa do Rio de Janeiro foi de 15,9: 16% maior. Já no fim do período, a taxa do estado aumentou para 61,9: subida de 288,8%, o que conduz o Rio de Janeiro a liderar, por diversos anos, o ranking nacional da violência, com motor-chefe na sua RM, que sobe 345,8%, 13,3% anualmente. A supracitada taxa faz a RM do Rio de Janeiro também liderar o grupo das RM do país, com sua taxa, em 1995, de 70,6 homicídios em 100 mil habitantes.
Conforme o "Mapa da Violência dos Municípios Brasileiros 2008", também publicado pelo Instituto Sangari, as cidades fluminenses que apresentavam as maiores taxas de homicídios por grupo de cem mil habitantes eram: Macaé (85,9), Duque de Caxias (81,5), Cabo Frio (76,4), Armação dos Búzios (74,8), Saquarema (69,3), Nova Iguaçu (64,2 8), Nilópolis. (61,2), Rio das Ostras (61,2), Parati (59,2), Rio das Ostras (58,7), Queimados (58,6 1), Angra dos Reis (58,1), Niterói (57,1), Araruama (57,0 9), Belford Roxo (55,2), Seropédica (53,3), São Pedro da Aldeia (52,4), Cachoeiras de Macacu (47,6), Guapimirim (46,1), Carapebus (45,4), Tanguá (44,9), Arraial do Cabo (46,2), Rio de Janeiro (44,8), Maricá (42,2), São João de Meriti (41,5 ), Conceição de Macabu (41,1), Casimiro de Abreu (39,6), São Sebastião do Alto (39,0), Japeri (38,9), São Gonçalo (37,5), Resende (35,9), Mangaratiba (33,0), Silva Jardim (38,3), Campos dos Goytacazes (37,8), Rio Claro (35,8), Três Rios (32,4), Itaperuna (30,6) e Nova Friburgo (29,4).

## Cultura

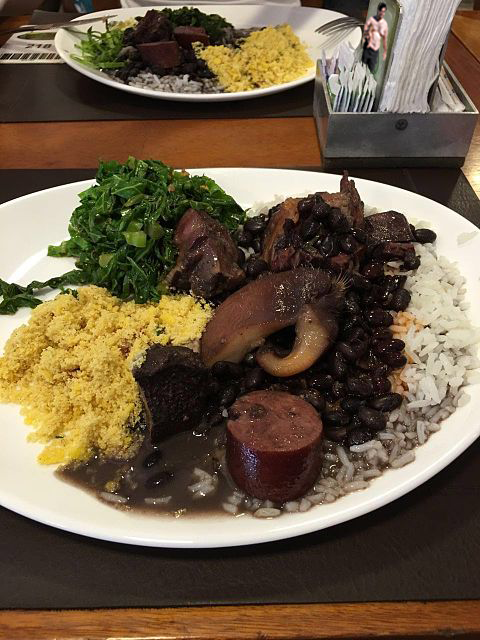
Feijoada à brasileira com vários acompanhamentos: carne de porco, arroz, mandioca frita, torresmo, laranja, caipirinha, dentre outros

Capital do Brasil por dois séculos, a partir de 1763 até a implantação de Brasília, em 1960, o Rio de Janeiro retrata um apreciável patrimônio cultural e artístico. Também várias outras cidades do estado fazem parte dessa herança, já em virtude da influência da metrópole carioca, já em resultado do antigo apogeu cafeeiro.
O artesanato fluminense resulta das consequências culturais herdadas dos portugueses, negros e indígenas que habitavam a região. As ferramentas usadas pelos artesãos são as mais diversas. Nesse estado podem ser encontrados os antigos utensílios feitos de cerâmica, produtos de herança aborígene como máscaras, brinquedos, instrumentos musicais, panelas e armas. Há também os artefatos de fibra, parafina, palha de bananeira e de metais finos como bronze e a prata.
O estado tem uma das maiores heranças arquitetônicas do país, como patrimônio da cidade do Rio de Janeiro. Nela, estão construções que representam as mais importantes épocas e estilos da arquitetura brasileira, que abrangem do período colonial à arquitetura contemporânea. Também, há os palácios, palacetes e edifícios luxuosos em Petrópolis, e o patrimônio arquitetônico de cidades como São João de Meriti e Volta Redonda, dentre outros.
O Rio de Janeiro é visto como um dos principais polos gastronômicos da cultura do Brasil, tendo importância e influência internacional. A cidade dispõe dos mais refinados restaurantes que fornecem os mais variados alimentos para as mais diversas predileções culinárias. A comida mais tradicional da região é a feijoada. Sua projeção determinou a culinária brasileira e resulta da miscigenação cultural que o país assistiu e que originou o que atualmente designa-se de "brasilidade".

### Entidades culturais, museus e bibliotecas
Operam no estado do Rio de Janeiro três universidades federais e duas estaduais, além de diversas outras privadas e inúmeras faculdades e escolas afastadas. As mais célebres são, na capital, a Universidade Federal do Rio de Janeiro, a Universidade do Estado do Rio de Janeiro e a Pontifícia Universidade Católica. Fora da capital, merecem destaque a Universidade Federal Fluminense (Niterói), a Universidade Federal Rural do Rio de Janeiro (Seropédica), a Universidade Estadual do Norte Fluminense, em Campos dos Goytacazes, criada em 1994, e a Universidade Católica de Petrópolis.
Além dessas instituições de ensino superior, há, na área da pesquisa sanitária, a Fundação Osvaldo Cruz, na capital, e do Instituto Vital Brazil (Niterói).
São vários e de enorme importância os museus do estado. O Museu Imperial, criado em 1938, opera no Palácio do Grão-Pará, antiga casa da família imperial em Petrópolis. O Museu do Primeiro Reinado, na cidade do Rio de Janeiro, compreende a casa que era de propriedade de Domitila de Castro Canto e Melo, marquesa de Santos, no bairro de São Cristóvão. Ainda em São Cristóvão está sediado o Museu Nacional, fundado pelo príncipe D. João em 1808, estabelecido na Quinta da Boa Vista, anexado à Universidade do Brasil (atual Univ. Federal do Rio de Janeiro) em 1946 e destruído por um incêndio em consequência de um sobreaquecimento de ar-condicionado provocado por curto-circuito em 2018.
O Museu de Arte Contemporânea de Niterói destaca-se por sua estrutura arquitetônica externa, a qual remete tanto à forma de um cálice quanto à de um objeto voador não identificado. A instituição conta com quatro pavimentos e cerca de 2.500 metros quadrados de área, nos quais estão distribuídos ambientes destinados a exposições artísticas e galerias . Além disso, há também um restaurante e um auditório acessível aos visitantes. Aqueles que observam através das janelas inclinadas em um ângulo de 40 graus podem desfrutar de uma paisagem abrangente que revela o Rio de Janeiro, o Pão de Açúcar e a Baía de Guanabara. É importante mencionar que a capital do Rio de Janeiro, especificamente na região da Barra da Tijuca, passou a abrigar, a partir do ano de 2013, a chamada Cidade das Artes — um centro cultural onde está instalada a maior sala de concertos da América Latina.
O estado do Rio de Janeiro conta com 166 bibliotecas públicas. As maiores constituem a Biblioteca Nacional do Rio de Janeiro, a maior instituição do gênero no Brasil e na América Latina em número de acervo bibliográfico, a do Arquivo Nacional, a do Real Gabinete Português de Leitura, a maior coletânea de publicações científico-literárias portuguesas fora de Portugal, as dos ministérios da Fazenda e da Cultura, a da Fundação Getúlio Vargas, todas situadas na cidade do Rio de Janeiro.

### Acervo arquitetônico
Além de suas atrações ecológicas, o Rio de Janeiro apresenta rico acervo arquitetônico, com numerosos monumentos catalogados pelo Instituto do Patrimônio Histórico e Artístico Nacional (IPHAN). Merecem destaque o aqueduto da Carioca, que levou o encanamento de água do Silvestre em direção ao centro da cidade entre 1723 e 1896, quando foi ajustado para acolher os bondes de Santa Teresa; o Paço Imperial, instalado em 1743; o Teatro Municipal (1909), baseado na Opéra de Paris; o edifício da Biblioteca Nacional, do princípio do século XX; e o palácio do Catete, que, erguido em estilo neoclássico, era matriz do poder executivo do Brasil até 1960, quando se transformou no Museu da República.
Possuem ainda relevante interesse arquitetônico a matriz da Fundação Osvaldo Cruz, erguida em estilo mourisco e instalada em 1900; o palácio Guanabara, antiga casa oficial do presidente do Brasil e atual sede do governo do estado; o palácio do Itamaraty; os conjuntos arquitetônicos do jardim, da rua do Catete, do arco do Teles e do morro do Valongo; a Quinta da Boa Vista; as igrejas e conventos de Santo Antônio e Santa Teresa, o mosteiro, a igreja e o morro de São Bento.
Na capital, há inúmeros templos, tais quais a Catedral Metropolitana do Rio de Janeiro; as igrejas de Nossa Senhora da Glória do Outeiro, com o conjunto arquitetônico e paisagístico da colina em que está localizado; de Nossa Senhora da Conceição e Boa Morte; de Nossa Senhora do Rosário e São Benedito; de Nossa Senhora do Carmo da Lapa; e de Nossa Senhora da Lapa dos Mercadores. De enorme interesse histórico e cultural são ainda os chafarizes de Grandjean de Montigny, da Glória, do Lagarto, de Paulo Fernandes, do Mestre Valentim, da rua do Riachuelo, das Saracuras e a Bica da Rainha.
Em várias cidades do estado acham-se também conventos, igrejas e construções antigas de enorme relevância histórica e arquitetônica como, por exemplo, em Angra dos Reis, a igreja de Nossa Senhora do Carmo (1593) e a capela de Santa Luzia (1632); em Arraial do Cabo, a igreja de Nossa Senhora dos Remédios, do século XVI; em Campos, a basílica de São Salvador (1652); em Cabo Frio, a Fonte do Itajuru (1870), com azulejos de Portugal do século XVI, o convento de Nossa Senhora dos Anjos (do final do século XIX), que comporta o Museu de Arte Sacra, e o Forte de São Mateus (1616); e em Macaé, a igreja de Santana (do século XVII).
Em Niterói, é possível visitar o forte de Santa Cruz (1555), catalogado pelo patrimônio histórico nacional, a basílica de Nossa Senhora Auxiliadora (do século XIX), que possui o maior órgão de tubos da América Latina, a igreja de são Lourenço dos Índios (1627), símbolo da fundação de Niterói, e a igreja São Sebastião do Itaipu (1716), erguida pelo padre Anchieta. Entre os vários monumentos catalogados pelo patrimônio histórico e artístico nacional em Paraty, merece destaque a igreja de Santa Rita, que comporta o Museu de Arte Sacra, a casa da Cadeia (1701) e o forte Defensor Perpétuo (1703). Petrópolis, por seu turno, comporta a catedral de São Pedro de Alcântara, em estilo gótico francês, o Palácio Quitandinha (1944) e a casa de Santos Dumont (1918), planejada pelo inventor.

### Dança, música, cinema e moda praia
O estado do Rio de Janeiro era e permanece sendo um dos principais expoentes artísticos da identidade brasileira. Sua herança musical tem ultrapassado até mesmo as fronteiras geopolíticas do Brasil, fazendo com que os ritmos e os estilos musicais criados nele sejam bem recebidos no estrangeiro. Dentre os mais importantes estilos musicais, merecem destaque o samba, o chorinho e a bossa nova.
O samba tem procedência afro-brasileira, mas com peculiaridades bem cariocas. Tem origem no lundu, oriundo do batuque negro. O ritmo se expandiu rapidamente por todo o estado e é atualmente a dança e a música mais popular do Brasil. O mais antigo samba era Pelo Telefone, de autoria de Ernesto dos Santos — o Donga. Mas, de maneira totalmente óbvia, um dos mais importantes intérpretes desse estilo era Ary Barroso, responsável por seu prestígio. Desde a década de 1950, o samba de morro alcançou os asfaltos por intermédio das escolas de samba, transformando-se no símbolo do carnaval.
A marcha nasceu no Rio de Janeiro quase na mesma época que o samba. Esse estilo musical é originário dos ritmos afrodescendentes do carnaval carioca. Foi Chiquinha Gonzaga quem compôs a primeira marchinha de carnaval, Ô Abre Alas, em 1899.
O chorinho nasceu no Rio de Janeiro. Ele é uma fusão dos elementos rítmicos (valsa, schottish, polca), da música popular portuguesa, adquirindo uma influência da música africana. No princípio, o chorinho era visto somente como um modo de cantar uma música de maneira triste (chorosa), por isso seus autores eram designados de chorões. Só no século XX é que tal maneira chorosa se transformou em um estilo musical, apesar de haver documentos de sua história ainda no desfecho do século XIX. As mais importantes celebridades dessa música eram Vila-Lobos, Joaquim Antônio da Silva Callado, Chiquinha Gonzaga, Ernesto Nazareth, Jacob do Bandolim, Pixinguinha, dentre outros.
As mais antigas manifestações da bossa nova remontaram à década de 1950, na zona sul do Rio de Janeiro, adquirindo dimensões mundiais. Dentre os mais importantes intérpretes, merecem destaque: Antônio Carlos Jobim, Vinicius de Moraes, Candinho, João Gilberto, Baden Powell, Carlos Lyra, etc.
Mas tem se destacado recentemente outro estilo musical, o funk carioca, que possui festivais de forte apelo popular denominados bailes. Estas são lideradas por MCs e DJs, várias vezes com intensa conotação de apologia à violência. Outro estilo musical popular no estado e também inspirado pela cultura negra constitui o charme. Este, no entanto, ao contrário do funk, dá preferência às letras românticas e bem-comportadas.
No ano de 2006, 65% dos filmes produzidos no Brasil tiveram origem em produtoras localizadas na capital fluminense, que conta, ainda, com mais de 360 salas de exibição — a segunda maior taxa entre as capitais brasileiras —, além de concentrar também a segunda maior quantidade relativa de museus (sendo 124 ao todo) e 43 espaços teatrais.
Foi em pleno antigo Distrito Federal, agora subordinado ao estado do Rio de Janeiro, que o biquíni, utilizado por várias mulheres brasileiras em praias, piscinas, rios, banheiras e banhos de cama em hospitais, foi introduzido por Miriam Etz em 1948, pela primeira vez na Praia do Arpoador.

### Turismo e eventos

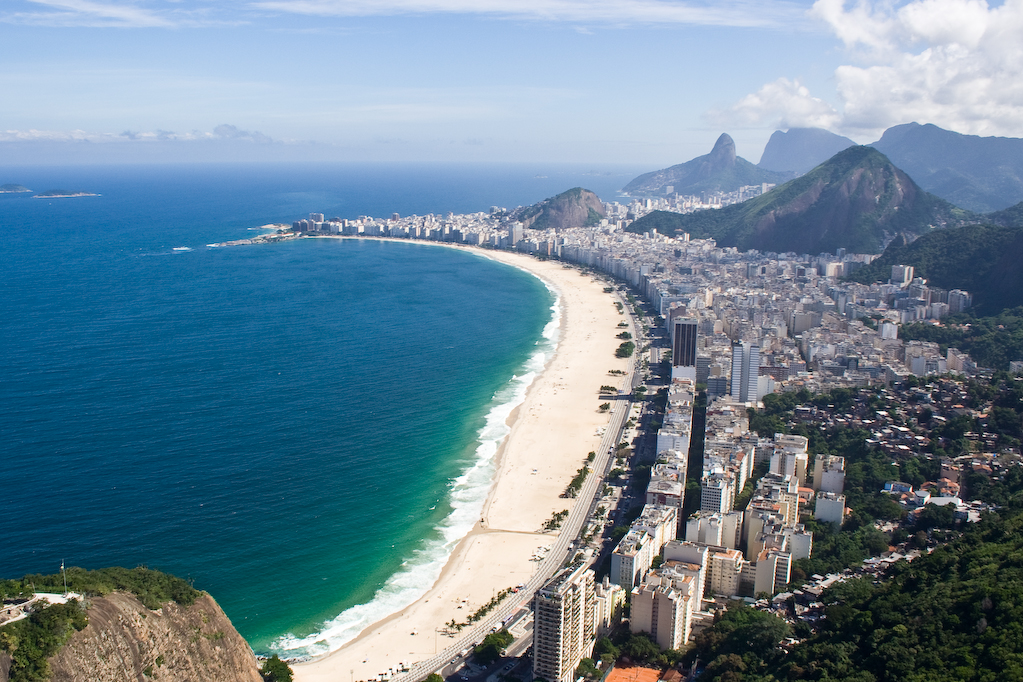
Praia de Copacabana.

O município do Rio de Janeiro é o mais importante centro turístico do Brasil, e alguns de seus pontos de atração, como Pão de Açúcar e o Corcovado, se transformaram mesmo em símbolos do país. Outros pontos de interesse são suas numerosas praias e parques florestais — como o Parque da Pedra Branca e o da Floresta da Tijuca, as duas maiores áreas florestais urbanas do mundo —, as ilhas da baía de Guanabara, as igrejas, os centros desportivos, as quadras das escolas de samba.
Entre as atrações do resto do estado incluem-se praias e estâncias serranas. As cidades litorâneas acolhem nos finais de semana e no verão enorme quantidade de turistas. No sentido oeste-leste, seguem-se as praias dos municípios de Paraty, Angra dos Reis, Niterói, Araruama, Arraial do Cabo, Cabo Frio, Búzios, Rio das Ostras e Macaé. Não demasiadamente distantes das praias, ficam as estâncias de altitude da serra do Mar (Petrópolis, Teresópolis e Nova Friburgo) e do maciço de Itatiaia (Penedo, Itatiaia, Visconde de Mauá).

### Esportes

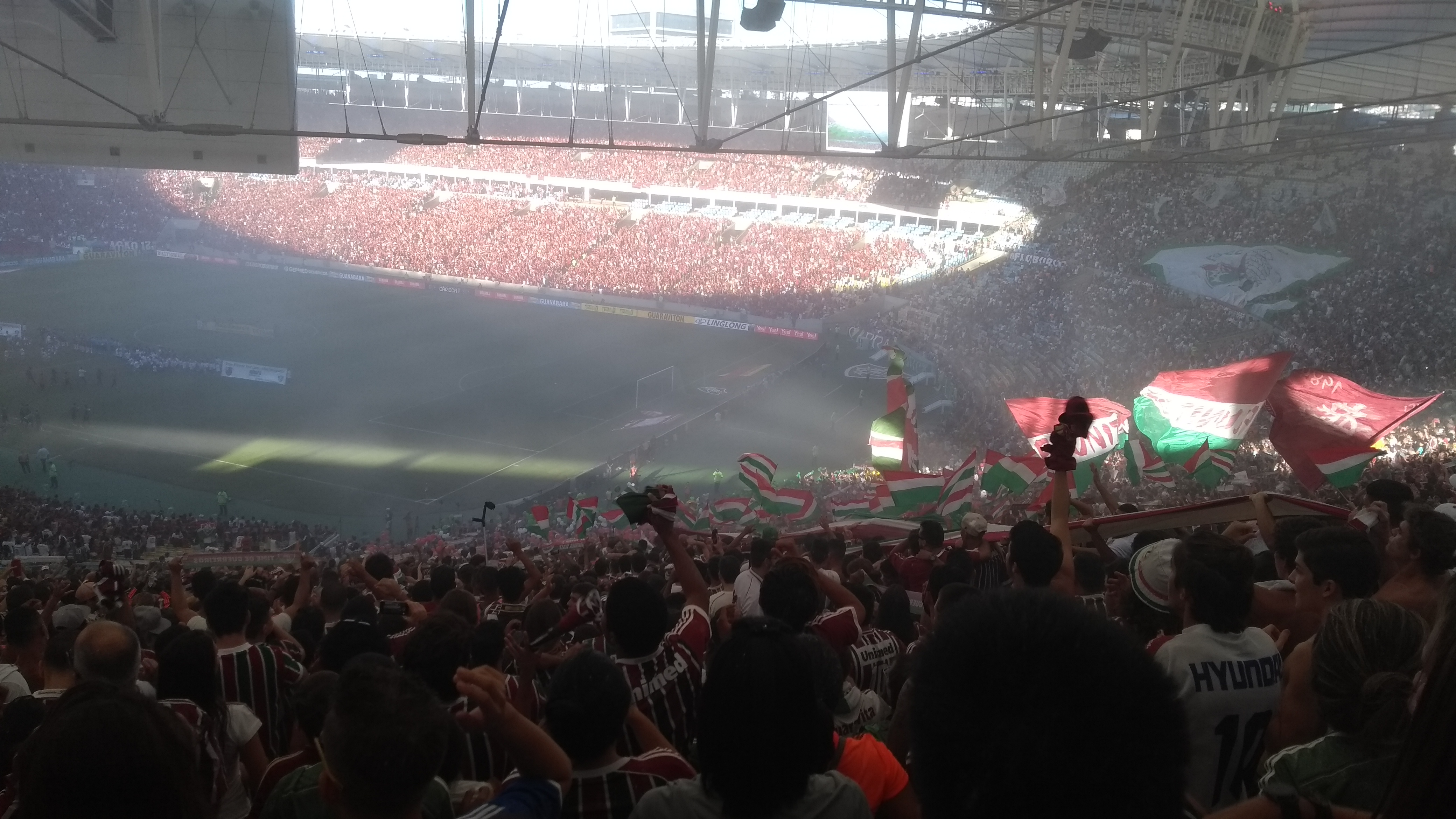
Final do Campeonato Carioca de 2017, no setor Sul do Maracanã (parte da torcida do Fluminense).

O futebol é o esporte mais popular no estado do Rio de Janeiro, seguido por vôlei, tênis, handebol, basquete, atletismo, natação e artes marciais. O futebol no Rio de Janeiro foi introduzido no início do século XX, tendo como principais equipes o Flamengo, o Vasco da Gama, o Botafogo e o Fluminense, além de outros menores. Já, o Campeonato Carioca, realizado anualmente desde 1906, é o principal evento de futebol no estado, organizado pela Federação de Futebol do Estado do Rio de Janeiro, contando com a participação de dezesseis equipes na série A. Os estádios do Maracanã, Nilton Santos, São Januário, Ítalo del Cima, Moça Bonita, da Rua Bariri, das Laranjeiras, Luso-Brasileiro, da Gávea, do Ceres, Leônidas da Silva, Conselheiro Galvão, Figueira de Melo e Antunes são os maiores campos de futebol do Rio de Janeiro.
A unidade federativa foi sede de importantes eventos poliesportivos mundiais como a Copa do Mundo FIFA de 2014 e os Jogos Olímpicos de Verão de 2016, para os quais o Maracanã passou por uma ampla reforma. No entanto, apesar de tudo isso, os respectivos torneios foram mal gerenciados devido à demora na conclusão das obras de infraestrutura e outros serviços úteis à população participante das arquibancadas.
Dentre as principais personalidades do esporte fluminense estão: no futebol, Renato Gaúcho, Romário, Edmundo, Fred, Adriano, Joel Santana, Júnior, Heleno de Freitas, Afonsinho e Garrincha; no tênis, Thomaz Koch, Christian Lindell, Fabiano de Paula, Joana Cortez, Ricardo Acyoli e Ronald Barnes; no handebol, Bruno Souza, Collin Turnbull, Diogo Hubner e Chicória; no jiu-jitsu, Carlson Gracie, o primogênito da família a nascer no estado; no MMA, Marcelo Zulu; na natação, Mariana Brochado, Monique Ferreira, Piedade Coutinho, João Havelange, Edith Groba, Gabriel Mangabeira, Jhennifer Conceição e Luiz Lima; no atletismo, Andressa Mendes e Ingrid de Oliveira; no voleibol, Adriana Samuel, Bebeto de Freitas, Bernardinho, e Juliana Valongo de Castro.

### Feriados
No Rio de Janeiro há três feriados estaduais: a terça-feira de Carnaval, em fevereiro ou março, o dia 23 de abril, festa litúrgica de São Jorge, o 20 de novembro, o da Consciência Negra. Além desses feriados, a 3ª segunda-feira de outubro, Dia do Comércio, constitui feriado para os comerciários (Lei estadual 160/1977) e construtores civis (Lei estadual n.º 4.742/2006). O Rio de Janeiro não tem data magna. A legislação relacionada com as datas comemorativas, feriados estaduais e pontos facultativos do estado está consolidada pela lei 5.645/2010.